# 東京喰種トーキョーグール
『東京喰種トーキョーグール』（トーキョーグール、英: Tokyo Ghoul）は、石田スイによる日本の漫画。略称は「TG」。石田のデビュー作として『週刊ヤングジャンプ』（集英社）において2011年41号から2014年42号まで連載された後、新編となる『東京喰種トーキョーグール：re』（トーキョーグール リ）が、同誌2014年46号から2018年31号まで連載された。2021年1月時点で全世界シリーズ累計発行部数は4700万部を突破している。
2013年7月から十和田シンによる小説版が発売された。2013年8月から同年9月までデジタル漫画雑誌『ジャンプLIVE』にてスピンオフ漫画『東京喰種トーキョーグール [JACK]』（トーキョーグール ジャック）が連載され、また『週刊少年ジャンプ』（集英社）2014年31号に読み切り作品『東京喰種トーキョーグール [JOKER]』（トーキョーグール ジョーカー）が掲載された。2014年からテレビアニメ化、2015年から舞台化、2017年から実写映画化された。

## あらすじ

### 東京喰種トーキョーグール
人間社会に紛れ込み、人を喰らう正体不明の怪人喰種（グール）が蔓延する東京。
上井大学に通う主人公・金木研は女性の喰種・神代利世に襲われ瀕死となるが、工事現場から落下した鉄骨がリゼに当たったことで捕食を免れ、一命を取り留める。しかし事故による手術の際に、喰種であるリゼの臓器を移植されたことで、カネキは半喰種となってしまう。それ以来、カネキは苦悩と恐怖に満ちた日々を送ることになる。
序章 （第1巻）
読書好きの平凡な大学生・金木研は、喫茶店あんていくにて、好意を寄せていた少女・神代利世と小説「黒山羊の卵」がきっかけで知り合い、本屋デートをすることになる。だがそのデートの別れ際にカネキは、喰種の本性を現したリゼに襲われ瀕死の重傷を負うが、突然リゼの頭上に鉄骨が落下したことにより、危機を逃れ、その後病院に搬送される。しかし重傷であったカネキは、医師である嘉納明博の判断により、喰種であるリゼの臓器が無断で移植されることになる。
手術後、目を覚ましたカネキの体にはある異変が起こっていた。今まで食べてきた食物を口にできなくなり、代わりに人肉に食欲をそそられるようになってしまった。人肉にそそられ苦悩するカネキはある時、喫茶店・あんていくの従業員である霧島董香と同店の店長を務める芳村、二人の喰種に出会う。そこで人肉を分け与えてもらうが、空腹による飢えと、人としての尊厳を守ることとの間で激しく葛藤するカネキは、精神的にも肉体的にも追い詰められていく。そんな時、カネキは同じ大学に通う喰種の西尾錦に目をつけられ、帰り際に親友であるヒデが捕食されそうになる。親友の命の危機を感じたカネキは赫子（かぐね）を発現させニシキを撃退するが、そのまま我を失いヒデを捕食しかける。だがトーカに救われヒデと共にあんていくに運ばれる。目が覚めて、半端者の自分には居場所はどこにもないと悲嘆にくれるカネキだったが、芳村から「人と喰種のどちらの世界にも居場所を持てる唯一の存在である」と諭されたことで、喰種としての生き方を学ぶためにあんていくの店員として勤務することになる。
白鳩（ハト）の出現 （第2巻 - 第3巻）
カネキがあんていくに勤務し始めて間もないころ、喰種の母娘フエグチリョーコとヒナミが訪れる。人を狩ることができない彼女たちは、あんていくに食料を貰いに来ていたのだった。そんな中、喰種対策局 (CCG) に所属する人間である一等捜査官・亜門鋼太朗とそのパートナーである上等捜査官・真戸呉緒がリョーコを追いかけて20区に現れ、彼らによってリョーコはヒナミの目の前で駆逐されてしまう。この事件を受け、トーカはリョーコの仇を討つため、カネキは捜査官に対抗するために行動を起こす。
真戸はリョーコの遺体でヒナミをおびき出し、ヒナミを探しにやってきたトーカと対峙する。笛口夫妻の赫子を用いたクインケで真戸はトーカを追い詰めるが、ヒナミの赫子の不意打ちで手足を失ったことで形勢は逆転。トーカの攻撃で致命傷を負った真戸は、彼女ら喰種に対し激しい憎悪と侮蔑の言葉を吐きながら死亡する。そのころ、亜門と対峙していたカネキは、再び喰種の力を使用することで亜門のクインケを破壊し、戦闘不能に追いやり勝利するが、わずかに残った理性で彼にとどめを刺さず、撤退するよう促した。戦いの後、カネキは憔悴するヒナミにリョーコの遺志を伝える。カネキは戦いの最中亜門が発した「この世界は間違っている」という言葉を受け、自らの生き方を模索しつつ、世界を正す方法を探す決意をする。その後亜門は深手を負いながらも真戸の援護に駆けつけるが、真戸は既に息絶えていた。亜門は彼の悲惨な死に様の前に涙を流し、慟哭するのだった。
月山登場 （第4巻 - 第5巻）
カネキとトーカがあんていくの勤務と訓練を行いつつ平穏に過ごしていたある日、喰種の一人である月山習があんていくに現れる。食事に独自の美学を持つ月山は不思議な匂いを放つカネキに興味を抱く。
カネキは四方蓮示に誘われ、イトリが経営するバーを訪れる。そこでカネキは、リゼの死は事故ではなく、「第三者によって殺された可能性がある」という事実と、人間と喰種のハーフである隻眼の喰種の存在を知る。カネキはリゼの死の真相を知るため、情報の交換条件として、月山が出入りする喰種のレストランの調査することとなるが、月山に騙されカネキ自身が喰種たちのディナーとして招かれてしまう。だが解体屋（スクラッパー）に追い詰められた際に発現した片目の赫眼から、カネキが隻眼の喰種であることを知った月山は、貴重な食材を独り占めするためカネキを危機から救う。
難を逃れたカネキの下に、人間である貴未（キミ）が恋人のニシキの容態について相談に訪れる。そこで月山はカネキをおびき寄せるために貴未を拉致し、カネキとニシキ、そして援助に駆けつけたトーカは貴未の救出のため月山と戦う。苦戦の末に月山を倒すことに成功するが、トーカは自分たちの正体を知る貴未を口封じのために殺そうとする。しかし、貴未の思わぬ発言に殺害を止めたトーカは、その場から逃げるように立ち去り一人葛藤する。戦いの後ニシキはあんていくでアルバイトを始めることになる。
アオギリの騒乱 / アオギリ編 （第6巻 - 第8巻）
月山撃退後、カネキはイトリからリゼに関する情報を入手する。そのころ、好戦的な喰種集団・アオギリの樹の襲来による11区の支部の無力化に伴い、危険区域に指定された20区に特等捜査官・篠原幸紀や特例で入局した三等捜査官・鈴屋什造ら本局所属の有力捜査官が派遣された。
ある日、かつてのリゼを知る喰種・万丈数壱と彼の取り巻き連中がリゼを探すためにあんていくに訪れる。だが時を同じくしてリゼを探しにあんていくを襲撃したトーカの弟・霧嶋絢都、ヤモリ（ジェイソン）、ニコによって、トーカの反撃も虚しくカネキは連れ去られてしまう。
アオギリのアジトに囚われたカネキは、組織の幹部であるタタラに「戦力にならない」とアヤトに下げ渡された後、アヤトの配下になっていた万丈とその仲間たちと共に脱出を試みるが、瓶兄弟とヤモリ、ニコに阻まれ失敗に終わる。
その後カネキはヤモリの執拗な拷問を受け続けることになるが、その際に現れたリゼの幻影との対話を経て喰種の本質を受け入れたことで赫子を自在に操れるようになり、ヤモリを圧倒し瀕死まで追い込む。その後カネキは、カネキ救出のためにアジトに潜入していたトーカとニシキを、アヤトの猛攻から救ったのちその場を引き受けると、終始アヤトを圧倒する。CCGの部隊の介入もあり、壊滅したアオギリのアジトからの脱出後、カネキはあんていくのメンバーと再会するが、自分の大切なものを脅かすものを摘み取るためにはさらに自分が力をつける必要があると感じたカネキは、あんていくに戻らずに、万丈や月山と共に反アオギリなる組織を結成する。
一方そのころ、警備が手薄になっていた喰種専用の監獄コクリアを狙ったアオギリの樹の別働隊の襲撃によって、多くのSSレート以下の喰種が脱走していた。
それぞれの動き / 新天地6区編 （第9巻 - 第12巻前半）
アオギリの騒乱から半年後、その戦いでの功績が認められ上等捜査官となった亜門は、真戸の娘である真戸暁をパートナーとして迎え、ジューゾーは二等捜査官となり、駆逐したヤモリの赫子を元に制作されたクインケ・13’sジェイソンを手に入れていた。
そのころ、カネキたち反アオギリは、リゼの経緯を辿ってたどり着いた6区を拠点に定めると、自らを喰種に変えた嘉納の情報を求めて、彼と繋がりがあるとされるマダムAのいる喰種レストランを襲撃する。しかし自分と同じリゼベースである半喰種の二人の少女、安久奈白（シロ）と安久黒奈（クロ）の介入によって、カネキはマダムAの捕獲に失敗する。その後、カネキはイトリのバーでニコと再び出会い、アオギリの樹について情報を得る。カネキはアオギリの樹、そして嘉納についての情報を得るため、20区にある嘉納総合病院へ向かう。だが嘉納は「海外へ出張」のため不在で、その後カネキたちは嘉納総合病院の看護師を問い詰めようとする。だが時を同じくしてアオギリ所属でヤモリの弟分・ナキや、鯱（シャチ）らと出会い、カネキはシャチに圧倒されてしまう。その後カネキたちはマダムAを問い詰めることに成功し、「嘉納の屋敷」に足を運ぶが、そこの地下室でシロやクロ、ナキや鯱、エトらのアオギリの樹のメンバーと出会い、カネキはついに嘉納と遭遇する。カネキはそこで半喰種を生み出すためにリゼが囚われていることを知る。また嘉納はカネキに「アオギリの樹を生み出す原因となったのは芳村」という事実を伝える。その時混乱しているカネキの前にヨモが現れ、リゼを救出し去っていく。カネキはその後、嘉納が放ったカネキと同じ半喰種の多くの「失敗作」と戦い、暴走を始め、「半赫者」としての姿を現してしまう。カネキは時を同じくして地下室を訪れたシノハラ、ナキと月山は亜門とアキラと、シロやクロはジューゾーと対峙する。カネキはシノハラを圧倒し、シノハラのクインケを捕食するが、亜門やジューゾーの加勢により退散する。カネキは月山や万丈らと合流するも暴走を続けるが、万丈を負傷させてしまい猛省する。
その後カネキは、かつてマスクの製作を頼んだことのあるウタのもとを訪れ、ウタやヨモが4区にいたころの話を聞く。カネキはヨモのもとを訪れ、そこで極度の飢餓状態に陥ったリゼに出会う。
同じころ、上井大学を志望していたトーカは、ニシキに連れられ、かつてカネキが通っていた上井大学に足を運ぶ。トーカはそこでヒデに出会い、カネキの過去について話を聞く。
カネキはあんていくを訪れ、芳村に「隻眼の梟」のことについて問う。そこで芳村は自分の過去をカネキに語り、カネキにあんていくに戻ってくることを進める。
あんていく襲撃 （第12巻後半 - 第14巻）
多くの葛藤の末、6区のアジトを解散し“ただの自分”を取り戻すため、あんていくに戻る決意をしたカネキ。だが期を同じくして、SSSレート駆逐対象“梟（フクロウ）”の居場所を突き止めたCCGは、特等捜査官・有馬貴将も含めた歴戦のCCG捜査官をあんていくに集結させ、「20区隻眼の梟討伐作戦」を開始してしまう。
終章
20区隻眼の梟討伐戦において多くの死傷者、行方不明者を出しながらもCCGはほぼ全ての喰種の駆逐完了を宣言。同作戦は終結した。
それからしばらく後、［アマツ］の有用性を認められたアキラは一等捜査官に昇任。有馬率いる対アオギリの特別チームに配属され、彼の命を受け、指導官（メンター）としてある三等捜査官の教育を任される。彼がアキラの元を訪れ、佐々木琲世と名乗ったところで物語は幕を閉じる。

### 東京喰種トーキョーグール [JACK]
本編開始の12年前。13区の高校に通う不良少年・富良太志は幼馴染たちをカボチャの仮面を被った人物に殺傷され、彼自身も殺されそうになるがクラスメイトの転校生・有馬貴将に助けられる。幼馴染の仇討ちを誓った富良は、有馬から仇が喰種という存在で、カボチャの仮面の喰種が“ランタン”と呼ばれていることを聞き、有馬と共にランタンの行方を追う。富良と有馬は順調に喰種を狩る中、ランタンの意外な正体を突き止める。

### 東京喰種トーキョーグール [JOKER]
第一部終了後から第二部『:re』開始までの間、二等捜査官・阿原半兵衛を主人公とし、パートナーである上等捜査官・鈴屋什造との物語が展開する。臆病な半兵衛が骸骨のマスクをした喰種たちに追われ逃げ惑っているところをジューゾーの介入で救われ、彼から軽い叱責を受ける。CCG13区支部に戻り「スカルマスク」という集団の調査・討伐の報告の最中、「スカルマスク」の犯行の報告があり、現場である暗敷通りへ向かう。死体を見たジューゾーは、無駄のない殺し方からここでの犯行は「スカルマスク」のボスの仕業であると確信する。半兵衛が捜査中、電車内で身長や行動、香水の匂いがしたなどとプロファイリングしている最中に痴漢の現場に遭遇。助けるべきか否か葛藤している間にジューゾーによって痴漢行為が止められるが、この際ジューゾーは"鉄臭い"という理由で痴漢を追いかける。移動中、近くに居たのになぜ止めなかったのかをジューゾーに問われ、半兵衛は臆病であることの原因を語り、一区切りついた時に悲鳴が上がる。現場に駆けつけると、先ほどの痴漢が「スカルマスク」に襲われていた。ボスであることをジューゾーが確認し、宣戦布告をしたところで「スカルマスク」のメンバーに囲まれてしまう。腰を抜かしている半兵衛をよそに、ジューゾーはクインケ［13'sジェイソン］でメンバーを掃討、ボスにあと一歩というところでわざとらしく［13'sジェイソン］を弾き飛ばされてしまう。ボスの追撃に対して動かないジューゾーに半兵衛が焦り、勇気を振り絞ってボスを背後から一突きの元に葬る。ジューゾーになぜ「スカルマスク」が現れるのがわかったのか問うと、電車内でした香水と血の匂いが暗敷の現場の匂いとが一致したためとのこと。ボスのマスクを外すと、そこには電車内で痴漢されていた少女が横たわっていた。

### 東京喰種トーキョーグール:re
トルソー捜査編（第1巻）
20区隻眼の梟討伐戦からしばらく経ち、佐々木琲世が真戸暁の下に来てから2年が経った。ハイセは一等捜査官に、アキラは上等捜査官に昇進していた。そんな時、CCGでクインクス計画なるものが始まり、ハイセは実験体集団・クインクスのメンターに任命される。「まともな人間でない」彼らに振り回され、業績も振るわず、ハイセはCCGで肩身の狭い思いをしていた。
あるとき、ハイセ、クインクス含む真戸班は下口班とともにトルソーと呼ばれる喰種の調査をすることになる。ウリエ、シラズがトルソーの正体を突き止め、彼を追い詰めているときに強力な喰種・オロチが乱入。2人は彼に終始圧倒されるが、そこにハイセが現れ、オロチと交戦を始める。クインケだけでは太刀打ちできず、ハイセは赫子を発現させる。彼はオロチと渡り合っていたが、あることを言われたことで苦しみ始め、オロチを追っていた平子班とアキラに暴走とみなされ動きを封じられる。結局、トルソー、オロチ共に取り逃してしまう。また、身元がCCGに発覚してしまったトルソーは以前から情報をやり取りしていたアオギリの樹に正式加入する。
ナッツクラッカー調査 / オークション掃討戦編（第2巻 - 第3巻）
トルソーを取り逃した佐々木班は、鈴屋班のサポートとしてA級喰種・ナッツクラッカーの捜査に当たる。ナッツクラッカーは喰種の中でも強い権力を持つ富裕層 マダムに人材斡旋を行っており、彼女から人間オークションへの足がかりが掴める可能性があった。ハイセはシラズ、トオル、そしてウリエの言葉に危機感を覚えたサイコとともにナッツクラッカーと接触を試みる。一方、月山家に仕える喰種・カナエは主である月山習の回復のために食材を求めオークションに参加、そしてオークションにおけるマダムの護衛としてアヤトらアオギリの樹も動き出していた。
ロゼヴァルト家関連勢力捜査 / 月山家殲滅戦編（第4巻 - 第6巻）
オークション掃討戦から半年後、優秀な成果を収めた佐々木班はそれぞれ昇進し、喰種集団による大量誘拐事件の存在を知る。特等に昇進した和修政の分析によりこの事件はかつて自身が壊滅させたロゼヴァルト家に縁のある喰種によるものと判明。S1班長を務める宇井郡特等の指揮の元、捜査が開始された。また、佐々木は自身のルーツや隻眼の喰種について調べ始める。そのころ、金木研と瓜二つの佐々木琲世の存在を知った月山は彼との接触を試みようとしていた。
コクリア襲撃 / 流島上陸作戦編（第7巻 - 第9巻）
ロゼヴァルト討伐から半年、CCGは本格的にアオギリの樹の殲滅へ注力していた。ロゼヴァルト討伐戦に突如乱入した隻眼の梟を退けた佐々木はその功績により准特等へ昇進。佐々木が指導者の任を離れるのと同時に新たにメンバーが加入したクインクス班は、再び班長となった瓜江一等を中心として作戦に臨んでいた。ついにアオギリの樹の本拠地・流島を突き止めたCCGは大規模な部隊を編成し、これらの殲滅を決行。0番隊・有馬特等らとともに本土のコクリアの警護を任された琲世は、自分自身の望みを果たすために一つの決心をする。
黒山羊結成 / ラボ潜入編（第10巻 - 第12巻前半）
有馬貴将との死闘を終え、彼の望みを聞き届けた佐々木琲世こと金木研は、自らを「隻眼の王」と名乗り、トーカら喰種と有馬の遺志を継ぐ平子ら0番隊とともにコクリアを脱出する。一方、流島のアオギリ本拠はCCGによっては壊滅するが、秘密裏に調査を進めていた丸手特等により、CCGのトップ「和修家」の正体が喰種であったことが明らかになる。また、コクリア脱走に助力していたエトの隙をつき、一瞬で戦闘不能に追いやった旧多二福は、時を同じくコクリアから脱獄したドナートらピエロやVと結託し、和修本家一族を殺害する。
旧あんていく組、月山、アオギリの樹の残党を仲間に迎え入れたカネキは、喰種と人とが理解し合える世界をつくるための組織「黒山羊（ゴート）」を立ち上げる。
24区編（第12巻後半 - 第13巻）
黒山羊結成からしばらくしたのち、旧多が立ち上げたオッガイによって喰種の多くが殲滅されてしまう。黒山羊も24区中腹に身をひそめるが、地上で捜査官に追い込まれた喰種を保護し、アヤトはカネキの命で24区深部の調査に赴く。不自由な生活の中トーカの妊娠が発覚してカネキと結婚し、ささやかな幸せをかみしめる。
自殺者の肉も入手できなくなり食料の確保が困難となったため、カネキが月山やニシキらと共に食糧確保のために「樹海」に赴いた矢先、黒山羊のアジトがオッガイとS3班に襲撃されてしまう。
時を同じくして旧多に不信感を抱いたウリエは、黒磐 巌と共に旧多を追及する。
喰種・CCG共闘編

## 登場キャラクター
主人公 / 喰種 / 人間
本作品の登場人物は特に必要とされる場合を除き、片仮名で呼称されるのが基本である。声の項は、アニメ版の声優。演の項は、舞台版 / 映画版の順である。

### 主人公
金木 研（かねき けん）
声 - 花江夏樹、小堀友里絵（第一部 子供時代）、櫻井優輝（『:re』 少年）/ 演（舞） - 小越勇輝（1作目）→ 松田凌（2作目） / 演（映） - 窪田正孝
本作品第一部の主人公。愛称は「カネキ」。物語開始時点で18歳。上井大学の一年生で、20区内のマンションで一人暮らしをしている。当初は黒髪だったが、ヤモリの拷問による過度なストレスから白髪となり、爪は赤黒く変色した。
元来の性格は内向的かつ温厚で、自己犠牲を尊ぶ受け身な考え方を持っていたが、アオギリの騒乱による一連の事件を経て、敵対者には容赦しない冷徹かつ攻撃的な一面を持つに至っている。
半喰種であるため食性や身体能力は喰種と同等だが、赫眼は左目だけに現れる。また、初期は自分の意思で赫眼の発現をコントロールできなかったため、外出時は常に眼帯をつけていた。正体を隠すためのマスクは普段とは逆に赫眼のみを露出する構造になっている。このマスクの特徴により亜門からは「眼帯の喰種」と呼ばれている。
赫子はリゼと同じ先端が鉤爪状になった鱗赫で、右の腎臓付近から発生する。半赫者となった際には、平常時よりも長大な百足のような赫子に、左顔を覆って胸元に向けて尖って伸びた一つ目の面が現れており、この赫子の特徴からCCGにより「ムカデ」の呼称が付けられている。
佐々木 琲世（ささき はいせ）
声 - 花江夏樹
本作品第二部『:re』の主人公。愛称は「ハイセ」。登場時22歳。喰種捜査官であり、第一部エピローグ時は三等捜査官だったが、『:re』では一等捜査官に昇進しており、喰種の能力を持った「クインクス」と呼ばれる4人をメンターとして統率している。髪色は毛先が白髪、生え際は黒髪のツートンカラー。自称「鼻赫子」を頼りに喫茶店を巡るのを二等捜査官時代からの趣味としている。
快活で冗談好きだが責任感の強い篤実な性格でもある。また読書家であり、本で得た知識を捜査で活かすこともできるが、カネキと違い陰惨な結末を迎えることの多い高槻作品は苦手だと月山に語っている。
戦闘技術は有馬から直接指導を受けていることもあるため実力は相当なもので、白単翼賞や金木犀賞も受勲している。またクインケ操作以外に体術にも優れており、訓練でクインケを持ったクインクス班数名を素手で圧倒している。

### 喰種
あんていく / 月山財閥（月山家）の関係者 / バンジョー一味 / 元アオギリの樹 / 「20区」の喰種 / アオギリの樹 / ヤモリ一門 / その他 / 道化師（ピエロ） / 嘉納の関係者 / 和修家関係者 / その他の喰種

#### あんていく
霧嶋 董香（きりしま とうか）
声 - 雨宮天 / 演（舞） - 田畑亜弥 / 演（映） - 清水富美加（1作目）→ 山本舞香（2作目）
本作品のヒロイン。愛称は「トーカ」。清巳高等学校の二年生。物語開始時点で17歳。右眼を前髪で隠している。本人は告げられていないものの、四方の姪にあたる。
「あんていく」でアルバイトをしており、カネキの先輩店員にあたる。ウサギのマスコットを好み、マスクもそれに合わせていることから、CCGからは「ラビット」の呼称が付けられている。親友である依子の手料理を度々口にしていることからほとんどの場面で戦闘能力を十全に発揮できていない。加えて赫包の発達度もそれほど高くないため、赫子は左肩からしか出せない。また、本来の実力が発揮できる状態の場合は赫眼の周りに花弁状の痣が発生する。
男勝りな性格で、他者にぶっきらぼうな言動をとることが多いものの、弱い立場の者にも気遣いを忘れない心優しさを見せる。その反面、激情に駆られると人間を躊躇なく殺害するなど凶暴な一面を持っており、カネキはこの極端な生命観を喰種としての生き方から来ていると考えている。
平穏な暮らしを営める人間を羨んでおり、半喰種であるカネキに対しては複雑な感情を抱いている。そのため物語序盤は彼に対して苛烈に振る舞うことが多かったが、次第に仲間として認識するようになる。
芳村 功善（よしむら くぜん）
声 - 菅生隆之、楠大典（功善時代） / 演（舞） - 加藤忠可 / 演（映） - 村井國夫
あんていくの店長である初老の男性喰種。温厚で物腰の柔らかな人物だが、感情に流されずに判断を下せる大局観を兼ね備えている。
半喰種化して思い悩むカネキを人間と喰種の「二つの世界に居場所を持てる唯一人の存在」と励まし、自分たちをもっと知ってもらうためにあんていくの仲間として迎え入れる。カネキとリゼが遭遇した事故の真相を本人に隠すなどの窺い知れない一面を持つ。
SSSレートと同等の実力を有し、ほぼ完全にその能力をコントロールしている数少ない赫者である。加えてショットガンやブレード、ランス状と多彩に展開される羽赫を用いることで遠距離戦と近接格闘の双方において隙の無い戦闘を行うことが可能。
四方 蓮示（よも れんじ）
声 - 中村悠一 / 演（舞） - 吉田友一 / 演（映） - 栁俊太郎
大柄な体格に銀髪が特徴の男性喰種。愛称は「ヨモ」。
トーカとアヤトの母親・ヒカリの実弟であり彼ら姉弟にとっては叔父に当たるが、そのことは芳村以外には一切秘している。
過去には店頭に出ていたが、現在は情報収集や自殺者の遺体集めといった任務を担当している。寡黙で無愛想だが誠実な人柄で、周囲からの信頼も厚い。トーカやカネキに格闘の手ほどきをするなど蹴り技を始め高い戦闘能力を持ち、作中トップクラスの強敵と何度も交戦しながら生き延びている。
ウタやイトリとは4区で暮らしていたころからの知人であるが、ウタとはかつて4区を混乱に陥れるほどの敵対関係にあった。幼少期に姉を有馬に殺されており、ウタとその仲間とともに彼に復讐しようとするが返り討ちとなる。その際に芳村に助けられたことで行動を共にするようになった。カネキのことを親族以外では唯一「研」とファーストネームで呼ぶ。
西尾 錦（にしお にしき）
声 - 浅沼晋太郎、阿久津秀寿（子供時代） / 演（舞） - 鈴木勝吾 / 演（映） - 白石隼也
眼鏡をかけた茶髪の青年。愛称は「ニシキ」。上井大学二年生でカネキの大学の先輩。
神経質で攻撃的な性格をしており、口の悪さが目立つが、本来は情に厚い。親代わりの姉が人間の恋人に裏切られて駆逐された経験から他人を信用しておらず、徹底的な個人主義を貫いていた。
喰場に偶然居合わせたカネキをテリトリー荒らしと誤解し、報復でヒデを捕食しようとするが返り討ちにされて姿を隠す。後に再会した際、負傷のために14区で喰種の集団に共食いの餌食になりかけていたところをカネキに救われる。月山に拉致された恋人の貴未をカネキたちの協力のもとに救出し、以降はカネキの善意を受け入れ和解する。喰種である自分を受け入れてくれた貴未へのけじめから人を殺さずに食物を得る生き方を選び、あんていくに勤務することになった。以降、口は悪いがカネキとトーカに対し気遣いを見せる。
笛口 雛実（ふえぐち ひなみ）
声 - 諸星すみれ / 演（映） - 桜田ひより
あんていくを度々訪れる少女。愛称は「ヒナミ」。物語開始時で14歳。登場以前に父親を殺されており、母親と共にあんていくから食料を受け取る生活をしていた。学校には通っていないため文字の読み書きなどはカネキに教えてもらっている。真戸に母親を殺されてからは一時あんていくに身を隠し、ほとぼりが冷めてからはトーカの家で暮らしていた。11区でのアオギリの騒乱後はカネキについていくことを選び、彼や万丈らと行動を共にしている。両親を共に喰種捜査官に殺害されたが、憎しみよりも寂しさを強く感じる心優しい性格。ゆえに本来戦いには向かないが、真戸との戦闘では両親の赫子の優れた部分を受け継いだ「二種持ち」の喰種としての力を見せた。腕力や身体能力は突出していないが五感が鋭く、特に聴覚と嗅覚に優れる。
古間 円児（こま えんじ）
声 - 勝杏里 / 演（映） - 浜野謙太
あんていくの男性従業員。気さくな性格で、コーヒーの淹れ方においてはカネキの師匠格である
度々自身が元「魔猿」と呼ばれたワルだったと言っているが、芳村とカヤ以外の従業員からは適当に聞き流されていた。しかし、実際に自身の言う通り、揃いの猿面を付けた「猿」という喰種集団のリーダー「魔猿（まえん）」として各区の優秀な捜査官を殺しまわっていたSSレートの喰種という過去をもつ。
入見 カヤ（いりみ カヤ）
声 - 大浦冬華 / 演（映） - 佐々木希
あんていくの女性従業員。優れた探索能力を備えており、遠隔地の建物内の様子も足音や律動、内部の反響などを聞き分けて正確に把握する。近接戦闘においても応用が利き、敵の行動を察知することで攻撃の回避に役立てることもできる。
かつては、「ブラックドーベル」という喰種集団の首領で「黒狗（くろいぬ）」と呼ばれており、鉢川の上司や同期を殺害したことから彼の怨みを買った。特等捜査官とも互角に戦うことができる強力なSSレートの喰種。
帆糸 ロマ（ほいと ロマ）
声 - 三森すずこ
あんていくの女性従業員。頻繁に皿を割ったり、喰種の客に人間用の調味料を提供したりとそそっかしい。

#### 月山財閥（月山家）の関係者
月山 習（つきやま しゅう）
声 - 宮野真守、山崎智史（少年） / 演（舞）- 佐々木喜英 / 演（映） - 松田翔太
20区に暮らす青年。月山財閥の御曹司で、晴南学院大学四年生。捕食対象の特定部位を選り好みするなど食事に対する強いこだわりを持っており、CCGからはSレートの喰種「美食家（グルメ）」と呼ばれている。
性格は当初喰種としての性質や、財閥の御曹司という社会的地位の高さから非常に利己的な部分が強く、「美食家」の名の通り、自らが美味を味わうためならどのような行動も厭わない性格であった。また、ナルシストの一面もあり、普段は気取った言い回しをしているが、感情的な部分も強く、感情が昂ると激情に任せて行動することが多い。しかし、認めた相手には敬意を払っており、身内である月山家の者たちには親愛を向けている。その独特な性格と行動に惹かれる者も多い。ファッションなどのコーディネートも好み、カネキに初対面でモデルと思わせた端正な美形である。
その実力は他の喰種や捜査官にも一目置かれており、ゆえに駆逐対象として捜査官を20区に引き寄せてしまうため、トーカからは「20区の厄介モン」と称されている。リゼとは旧知の仲であったが、食に関するこだわりの行き違いから決別した。喰種のレストランの会員でもありレストランでは「MM」と呼ばれている。赫子は右肩甲骨から発現、右腕を螺旋状に覆うように展開し、剣に似た形状に変形する。愛用のマスクは三日月を模している。
月山 観母（つきやま みるも）
声 - 宮本充
『:re』から登場。月山習の父親。息子を溺愛しており、「習くん」と呼んでいる。息子を案じ、食材を求めて単独で人間オークションに参加した。周囲から「クロックムッシュ」と呼ばれており、派手なスーツが特徴。ビッグマダムに並ぶ富豪喰種の一人。
松前（まつまえ）
声 - 中村千絵
本編では『:re』から登場。月山家の使用人の一人である黒目がちの女性の喰種。赫子は剣と盾のような形状を持ち、攻防一体の戦闘を可能とする。分離赫子の使い手であり、赫子の防護壁で攻撃を阻み逃走の時間稼ぎとする、逆に壁の隙間から味方の赫子の攻撃を通して連携攻撃の礎とするなど優れた汎用性を持つ。赫子の熟練度や月山家の使用人たちから「室長」と呼ばれ信頼されている。
カナエ＝フォン・ロゼヴァルト
声 - 小林ゆう
『:re』から登場した月山家の使用人。登場時18歳。愛称は「叶（カナエ）」。
ロゼヴァルト家唯一の生き残りであり、月山家先代の孫でもあったことから観母の一存で使用人として引き取られた過去がある。日本語が堪能であるがドイツ語を織り交ぜた発言をすることが多い。月山に心酔しており、カネキの死により精神を病んだ月山のために、カネキと同一人物と睨むハイセの私物を掘を介して集めていた。カナエ自身はハイセおよびカネキを月山の心を惑わせる者とし憎しみに近い感情を抱いている。

#### バンジョー一味
万丈 数壱（ばんじょう かずいち）
声 - 伊藤健太郎
反アオギリのリーダーを務める元11区の喰種。愛称は「バンジョー」。
屈強な体格をしているが、部下曰く「頑丈さだけが取り柄」で、戦闘能力自体は極めて低く、当初は赫子を出すことすら出来なかった。赫子は攻撃には使用出来ないものの、自身や他者の肉体回復に特化しており、アヤトやアキラの治療も行っている。
イチミ、ジロ、サンテ
声 - 宮崎秋人（イチミ）、上田麗奈（ジロ）、 荒井聡太（サンテ）
バンジョーの取り巻き。ジロのみ女性。全員常にガスマスクをつけている。連携を生かした波状攻撃を得意とする。アオギリからの脱出に失敗した後、バンジョーらと共に囚われていたが、カネキに助けられた。その後は助けられた恩からカネキの行動に協力する。マスクを外している場面もあるが、素顔が良くわからないように描写される。

#### 元アオギリの樹
井寺 承正（いでら しょうせい）
声 - 木内太郎
『:re』から登場。大柄な男性の喰種。A+レート。ヤモリ一門。ヤモリ首領時代にナキの手で倒されたことをきっかけに加入。
ホオグロ
声 - 森嶋秀太
『:re』から登場。男性の喰種。A+レート。ヤモリ一門。承正加入後に承正と引き分けた後に加入した。
草刈 ミザ（くさかり ミザ）
声 - 花守ゆみり
『:re』から登場。高い位置で髪をまとめた小柄な女性の喰種。初登場時は31歳で、年下のナキからは「ババア」と言われることもある。Sレート。三本に分かれた赫子の形状から捜査官からは「三枚刃」の呼称で呼ばれる。かつては瓶兄弟と縄張り争いをしており、18区で「刃」という集団を率いていた。

#### 「20区」の喰種
神代 利世（かみしろ りぜ）
声 - 花澤香菜 / 演（舞） - 浜田由梨 / 演（映） - 蒼井優
本作品のキーパーソンとなる女性。愛称は「リゼ」。S〜レート。カネキが喰種の世界に足を踏み入れる原因を作った張本人。
趣味は読書で日頃はお淑やかで理知的に振る舞い、カネキも惚れていたが、本性は奔放かつ貪欲であり、無差別に人を襲って食欲を満たしているためCCGからは「大喰い」と呼ばれており、他の喰種からも恐れられている。明確な実力は不明だが、彼女の持つ赫子は鱗赫の中でも非常に強力なタイプであるとされており、彼女の赫包を移植された半喰種はいずれも高い実力を持つ。
笛口 リョーコ（ふえぐち リョーコ）
声 - 折笠富美子 / 演（映） - 相田翔子
ヒナミの母親。本編登場以前に夫を失い、温厚な性格から人を狩ることが出来ず、あんていくから食糧を受け取る生活をしていた。しかし、芳村の厚意に甘え続けることを良しとせず、自殺の名所を喰場とすることで人を傷つけずに自ら食糧を得る決意をする。

#### アオギリの樹
タタラ
声 - 遊佐浩二
アオギリの幹部。SS〜レート。中国出身の男性喰種で、全身白装束に鉄製の赤いマスクを着用している。マスクの下に、エトの洗脳下のカナエと同様の縫合跡が見られる。隻眼の王の側近で、事実上アオギリの樹を統括するなど、他の幹部よりも中心的な立ち位置にいる。冷徹な性格で、必要であれば他の幹部すら平気で切り捨てる。
エト
声 - 坂本真綾
全身に包帯を巻いた外見の小柄な女性。Sレート。高い戦闘能力を持ち、バンジョーに全く気付かれずに彼の肋骨を切断した。
ノロ
声 - 浜田賢二
アオギリの幹部。SS〜レート。長身の男性喰種で、黒のロングコートに鼻と巨大な口のみ描かれたマスクを着用している。隻眼の王の側近であり、他の幹部とは一線を画す。終始無言で行動している。捜査官に手出ししないこともあれば獰猛に襲いかかることもある特殊な個体。赫者としての力を発揮した状態では、赫子にヤツメウナギのような口を形成しており、戦闘時には大口を開けた巨大な赫子で対象を直接丸齧りにする。常に時計を持ち歩いており、タイマーが鳴ると戦闘を中断していずこかへ姿を消す。
霧嶋 絢都（きりしま あやと）
声 - 梶裕貴、高垣彩陽（子供時代）、榎吉麻弥（子供時代、re）
アオギリの幹部。トーカの弟。愛称は「アヤト」。姉とよく似た美形と評されている。孤児になる原因になった事件の経験から人間を嫌い、力を遵奉するようになる。極めて粗暴かつ陰険な性格をした激情家だが、拉致したカネキに忠告を与えたり、戦闘でさりげなく姉を庇うなど、本来の優しさを垣間見せる。
羽赫特有の遠距離攻撃を中心に攻め立てる、羽根状の赫子を盾にしながら飛びかかり、そのまま赫子を開いて敵を切り裂くなど多様な攻撃方法を持つが、本人いわく最も得意なのは近接戦である。
瓶兄弟（びんきょうだい）
声 - 藤原祐規（兄）、荒井聡太（弟）
アオギリに所属する兄弟で、墓盗りの兄貴分。2人ともマスクを付けており、メンバーの中では比較的穏健な性格をしている。隻眼の王に忠誠を誓っており、アオギリの思想に心酔している。喰種対策局からは「しっぽブラザーズ」「尾赫兄弟」の呼称がつけられており、連携攻撃を得意とする。
鯱（しゃち）
声 - 梁田清之
元6区のリーダー。本名は「神代 叉栄（かみしろ またさか）」。23区の喰種収容所に収容されていたSSレートの喰種で、アオギリの樹による収容所襲撃の際に脱走した。屈強な体格をした硬派な人物で、漢字交じりの独特な口調で話す。青年期から人間の道場で修行を積んだ武道の達人でもある。赫子はシャチの尾のような形状をしており、これを利用することで常識をはるかに超えた動作が可能。幼いころのリゼを知っている模様。
草刈 ミザ（くさかり ミザ）
草刈ミザを参照。

#### ヤモリ一門
ヤモリ
声 - 西凜太朗 / 演（舞） - 山神佳誉
アオギリの幹部。Sレート。本名は「大守 八雲（おおもり やくも）」。
拷問が趣味で「食」より「遊」で殺しをするサディスト。相当数の共喰いを行った結果、半赫者としての覚醒を果たしており、赫子は肥大化し、複数の赫包が発達している。愛用のホッケーマスクと残虐性、出身地の13区からCCGより「ジェイソン」の呼称で警戒されている。手の人差し指を曲げ、親指で押して鳴らす癖がある。過去に母親を亡くしたことと、コクリアで戸影から受けた残虐な拷問によって今の人格になったと述懐している。
［JACK］にも登場する。本編とは違って当時は黒髪であり、彼も拷問によって白髪になった模様。
ナキ
声 - 下野紘
元13区の喰種。23区の喰種収容所に収容されていたSレートの喰種で、アオギリの樹の収容所襲撃の際に脱走した。脱走後はアオギリの樹のメンバーとして嘉納を探しつつ、ヤモリの仇敵にあたるカネキを討つことを目的にする。涙脆い性格でヤモリを「神兄貴」と呼んで慕っており、喰種収容所に収容されていた理由も彼を庇ったためである。高い実力を持つ反面で知性が非常に乏しく、日常的に用いる慣用句さえ間違えて覚えているものが多い（ナキの発言のみ、簡単な熟語でも平仮名で表記される）ため、嘉納からは「教育機会が欠落しがちな"喰種"という種の典型的な一例」と称されている。しかし、仲間が危機に晒された際は身を挺して守ろうとする真っ直ぐな信念の持ち主でもる。
ガギ、グゲ
ナキに付き従っている巨漢の双子。常にマスクを被っており、素顔は不明。先天的に赫子が出せないため、肉弾戦で戦う。
井寺 承正（いでら しょうせい）
井寺承正を参照。
ホオグロ
ホオグロを参照。

#### その他
冴木 空男（さえき からお）
声 - 手塚ヒロミチ
『:re』から登場。タクシー運転手をしながら捕食をしている男性の喰種。Aレート。傷のある女性の胴体に執着することから「トルソー」と呼ばれる。
墓盗り（はかとり）
声 - 西田望見
『:re』から登場。髪を結った女性喰種で、かつては瓶兄弟の義理の妹分だった。本名は「巴 ユミツ（ともえ ユミツ）」。A＋レート。なぜかクインケ操術の心得があり、赫子は鋭い切れ味を誇るが燃費が悪いため、捜査官から奪ったクインケを使用した戦闘スタイルを取る。

#### 道化師（ピエロ）
ウタ
声 - 櫻井孝宏 / 演（舞） - 村田充 / 演（映） - 坂東巳之助
4区で「HySy ArtMask Studio」という店を営んでいるマスク職人の男性。マイペースな性格で、ピアスとタトゥーの出で立ちが特徴的なパンク・ファッションで装うが、攻撃的な外見とは裏腹に非常に穏やかな性格であり、カネキを驚かせて喜ぶなど茶目っ気のある一面も存在する。常に赫眼が発現しているため外出時はサングラスを着用している。
かつては4区に集う喰種のリーダー格で、ヨモと敵対していた。CCGでの呼称は「ノーフェイス」。レートは原作では不明であったが、アニメ版ではSSレートと設定されている。赫子のマスクを自在に形成することができ、相手の親しい人物の顔に擬態して相手の動揺を誘う戦法を取る。
イトリ
声 - 高垣彩陽 / 演（舞） - 富田麻帆 / 演（映） - 知英
14区で「Helter Skelter」というバーを営んでいる若い女性。ヨモやウタとは古くからの知人。くだけた性格であり巨乳の持ち主。左胸にほくろがある。
広い情報網を持ち、喰種の裏情報に通じている。鉄骨事故の情報に興味を持つカネキと情報提供の交換条件として喰種のレストランの調査を依頼した。その後もカネキに情報提供の協力を行っている。
ニコ
声 - 津田健次郎
同性愛者の男性（オカマ）。嗅覚や聴覚が鋭く、バンジョーと同様に自身および他者の肉体回復に特化した赫子を持つ。
ヤモリに惹かれて一時的にアオギリの樹に出入りしていた。ヤモリの生き方を「クール」だと絶賛しているが、子供殺しを強く諫め、親子の遺体を弔う母性的な一面を持つ。イトリのことを旧友と呼んでいる。
ドナート・ポルポラ
声 - 井上和彦
壮年の、男性のロシア系喰種。SSレート。呼称はそれぞれピエロ内では「クラウン」、CCGでは「神父」。
大量のロザリオが組合わさったような形状の赫子を持ち、優れた伸縮性を持つ。また、赫子で精巧な人形を形成し、指先から伸ばした赫子を介して自在に操ることも可能で、作中ではウリエとの戦闘では自身の分身として戦わせたり、亜門との戦闘では彼の身体を羽交い絞めにして動きを封じると言った戦法を披露している。
宗太（そうた）
声 - 杉山大
旧多二福を参照
死堪（しこらえ）
声 - 小野賢章
『:re』から登場。奇矯な言動が目立ち、ロマからは「（頭が）パア」と言われるなど知能は高くない。格子を模したハーフマスクを着用しており、全身縞模様の格好。A〜レート。捕食した喰種のRc細胞を取り込み、自身の赫子として形成する特殊な赫胞を持ち、四種全ての赫子を扱える。赫子の使用時に目元に格子状の痣が発現する。アオギリの樹のコクリア襲撃の際に脱走した喰種の一人。ニコ同様本来の所属はピエロであるが、エトに勧誘されアオギリの樹に所属して活動を行っていた。
凜央（りお）
声 - 小野賢章
『JAIL』の主人公の少年。死堪の本作第一部時点での姿。当時15歳。C〜SSSレート。羽赫、甲赫、鱗赫、尾赫の四種類全種の極めて稀有な赫子を持ち、状況に応じて臨機応変に使い分ける。縞模様の服を好む。

#### 嘉納の関係者
マダムA
声 - 浅野まゆみ
喰種のレストランの会員。本名は「阿倍 麻衣子（あべ まいこ）」。金髪はウィッグであり、本来はぼさぼさの黒髪。飼いビトのタロちゃんを溺愛していたが、月山の交換条件を受け入れて食材に提供した。
タロちゃん
声 - 武虎
喰種レストランでカネキを含む参加者たちの解体を担当した解体屋。マダムAの「飼いビト」。本名不明。人間を手掴みできる巨体と怪力を有する反面、マダムAを「まま」と呼び、幼児語を用いるなど、知能は低い。
安久 黒奈（やすひさ クロナ）
声 - 悠木碧
カネキと同じくリゼの赫包を移植された半喰種。喰種化後の呼称は「クロ」。双子の姉。
縦縞のマスクに黒いフードという出で立ちをしており、赫眼は左目に現れる。マダムAの護衛を務めており、絶妙なコンビネーションで攻撃を行う。妹同様嘉納を「パパ」と呼んで慕っているが、嘉納自身は彼女らに対して愛情は無く、道具としか見ていなかった。安久七生という資産家の娘で、両親を喰種に殺された後はCCGに保護され施設で育ち、将来妹と共に優秀な捜査官になると期待されていた。
安久 奈白（やすひさ ナシロ）
声 - 戸松遥
カネキと同じくリゼの赫包を移植された半喰種。喰種化後の呼称は「シロ」。双子の妹。
横縞のマスクに白いフードという出で立ちをしており、赫眼は右目に現れる。マダムAの護衛を務めており、絶妙なコンビネーションで攻撃を行う。姉同様嘉納を「パパ」と呼んで慕っているが、嘉納自身は彼女らに対して愛情は無く、道具としか見ていなかった。安久七生という資産家の娘で、両親を喰種に殺された後はCCGに保護され施設で育ち、将来姉と共に優秀な捜査官になると期待されていた。

#### 和修家関係者
和修 常吉（わしゅう つねよし）
声 - 堀勝之祐
CCG総議長。和修 吉時、和修旧多 宗太の父親、和修 政の祖父。峻峭な面差しから「鬼ツネ」と呼ばれ、恐れられている。アカデミーを卒業していない有馬やジューゾー、ハイセを特例で喰種捜査官として対策局に入局させた。
幼少期の旧多を取り分け可愛がっていた。
和修 吉時（わしゅう よしとき）
声 - 咲野俊介
CCG本局局長。和修 常吉の息子、和修 政の父親。局長就任の名跡をする以前は「和修 時（ちか）」という名前だった。丸手と親交がある。温和で親しみやすい性格。
和修 政（わしゅう まつり）
声 - 川原慶久
『:re』から登場。対策II課所属の男性捜査官。和修吉時の息子で、和修常吉の孫に当たる。18歳でドイツのアカデミーに入学し、卒業後は捜査官として喰種一族ロゼヴァルト家の壊滅など多大な成果を挙げる。CCGの始祖である和修家こそが至上であると考えており、階級を問わず他人を見下す姿勢をとっているが、その家柄の重みに息苦しさを感じてもいる。温和な性格の父親とは違い無駄を嫌う合理的思考の持ち主であり、成果を挙げるためならば犠牲をいとわない。作戦指揮を「少し頭を使ったゲーム」と称するなど、人道的にもかなり問題を抱えているため、父親の吉時と親しい丸手は政を危険視しており、内心では強く非難している。
旧多 二福（ふるた にむら）
声 - 岸尾だいすけ / 演（映） - 新田真剣佑
右目下にほくろがある中性的な男性捜査官。和修常吉の息子であり、吉時の弟、政の叔父。キジマのパートナー。

#### その他の喰種
霧嶋 新（きりしま あらた）
声 - 内田夕夜
トーカとアヤトの父親。温厚な性格の持ち主で、トーカとアヤトに対しては人間との共存を図る生き方を教え諭していたが、その一方で妻のヒカリを殺された復讐として捜査官狩りや多くの共食いを繰り返していた。人間の死体を拾って喰べることからCCGではSSレート「骸拾い（ムクロひろい）」と呼称されている。
霧嶋 ヒカリ（きりしま ヒカリ）
声 - 藤田曜子
トーカとアヤトの母親で、ヨモの姉。2人が幼いころに有馬に遭遇、駆逐された。劇中では穏やかな女性のようだが、アラタと結婚するまでは荒れた精神のまま捕食殺人を行っていたという。
ニシキの姉
声 - 内山夕実
少女期からニシキの親代わりとして世話をしてきた。人間であるアルバイト先の店長と恋愛関係になるが、彼の通報でCCGに発見、駆逐された。このことがニシキが当初人間を憎悪する要因となった。
ビッグマダム
声 - 斉藤貴美子
喰種の富裕層「マダム」の重鎮で、肥満体の男性（ニューハーフ）の喰種。SSレート。ビッグマダムの戦闘力自体はSSレートに値するものではないが、他の喰種への影響力も加味され認定された。
三波 麗花（みなみ うるか）
声 - 早見沙織
［JACK］に登場。富良の高校時代の同級生。 Aレート。捕食時にはカボチャのマスクを被るため「ランタン」と呼ばれている。
ナッツクラッカー
声 - 三日尻望
『:re』から登場。お歯黒をした女性の喰種。A〜レート。強い偏食性を持った喰種で、男性の睾丸を粉砕し啜る趣味がある。金銭に執着があり喰種の富裕層「マダム」から依頼を受け、人身売買の斡旋を行うことでそれを得ていた。
スケアクロウ
『:re』から登場。「へのへのもへじ」と書かれた袋を頭からかぶった案山子姿の喰種。Cレート。素性、目的共に一切不明。
亜門 鋼太朗（あもん こうたろう）
亜門鋼太朗を参照。

### 人間
喰種対策局 / 喰種の協力者 / 民間人

#### 喰種対策局
幹部の人間 / 特等捜査官 / 准特等捜査官 / 上等捜査官 / 一等捜査官 / 二等捜査官 / 三等捜査官 / 階級不明 / クインクス「Q's」 / オッガイ / 0番隊 / CCGアカデミー / その他の職員
各々の階級は現職の捜査官は最新巻時点で記述。殉職、あるいは事実上離脱した捜査官においては最終的な階級で記述している。

##### 幹部の人間
和修 常吉（わしゅう つねよし）
和修常吉を参照。
和修 吉時（わしゅう よしとき）
和修吉時を参照。

##### 特等捜査官
有馬 貴将（ありま きしょう）
声 - 浪川大輔
1区および24区担当の男性捜査官。総議長に見出された白日庭出身者で、特例でアカデミーを経ずに三等捜査官に就任、異例の早さで特等捜査官まで昇進した逸材。
数多の逸話を持ち、中でも二等捜査官時代に隻眼の梟を単独で撃退、二階級特進を果たしたことでその名を馳せた。両手でそれぞれ形状や種類の全く異なるクインケを自在に扱い、装備の整わない状態でSSSレート喰種を圧倒するなど、特等捜査官の中で別次元とも言える戦闘能力を有することから「CCGの死神」とも呼ばれる。また、彼が率いる有馬班に所属していた捜査官も総じて高い能力を持つ。少年期から捜査官として活躍していた天才肌であるが、平子からは「天然」と評されている。
鈴屋 什造（すずや じゅうぞう）
声 - 釘宮理恵
20区担当の男性捜査官。愛称は「ジューゾー」。初登場時は三等捜査官で、篠原のパートナー。アカデミーに入学することなく特例として喰種捜査官に就任した。中性的な容姿をしており、カネキと同様に喰種を惹きつける体臭を持つ。男性としては小柄で華奢な体格であるが極めて高い身体能力と動体視力を持つ。かつてはビッグマダムの「愛玩動物」および「娘の代用品」として扱われた飼いビト兼解体屋だった。
篠原 幸紀（しのはら ゆきのり）
声 - 仲野裕
20区担当の男性捜査官。ジューゾーの最初のパートナー。人当たりのよい性格の人物で、ジューゾーの問題行動にも怒ることなく諭すように指導している。ジューゾーをパートナーにした当初は彼の奇行に手を焼いていたが、後に互いに信頼関係を築くようになる。トーカとアヤトの父であるアラタの捕獲や一等捜査官時代にSレート喰種、オニヤマダを駆逐するなど数多の功績を持つ歴戦の捜査官。真戸呉緒の初代パートナーでもあり、アカデミー時代の亜門の教官も務めていた。堅実かつ確実に成果を残すタイプであり、「不屈のシノハラ」と呼ばれている。
黒磐 巌（くろいわ いわお）
声 - 大友龍三郎
13区担当の男性捜査官。黒磐 武臣の父親。実戦経験豊富なベテラン捜査官で隻眼の梟と二度交戦、致命傷を負わせた経歴を持つ。無口で「うむ」が口癖。アオギリの11区襲撃事件に対処する11区特別対策班の副指揮官を務める。
丸手 斎（まるで いつき）
声 - うえだゆうじ
対策II課所属の男性捜査官。和修 吉時と親交があり、捜査や指揮の勘所は彼から学んだ。一方、嫌味な性格をしており、自慢するために職場へハーレーで乗り付けたり、他者を見下す発言や陰口を繰り返すため、局員たちからの印象はあまりよくない。クインケを「オモチャ」と称して嫌っているが、喰種にアサルトライフルで正確な射撃を行うなど捜査官としての実力は確かである。
法寺 項介（ほうじ こうすけ）
声 - 速水奨
20区担当の男性捜査官。滝澤のパートナー。第一部時点では准特等捜査官。『:re』では特等捜査官に昇進。目下にも敬語を使う穏やかで紳士的な性格だが、時折辛辣になることもある。13区のピエロマスク掃討戦だけでなく、中国の「赤舌連（チーシャーリェン）」という喰種集団を相手にして功績を残した実力者であり、武闘派として知られる。真戸呉緒の二代目パートナーであった。
宇井 郡（うい こおり）
声 - 織田圭祐→成瀬誠（:re）
4区担当の男性捜査官。一人称が「私」の中性的な青年。実家は裕福。
勤勉だがやや融通に欠ける性格であり、愛煙家。平子同様に有馬の世間ズレした言動に振り回されていたが、彼に対する信頼の念は深い。
第一部時点では准特等捜査官であり、それながら4区の指揮権と特等会議への参加権を持つ元・有馬班のホープと称される。
田中丸 望元（たなかまる もうがん）
声 - 小山剛志
2区担当の男性捜査官。2区の支部長として、捜査官の職務と2区の統括役を兼任している。「ンン…ボーイ」が口癖。戦闘時にはクインケ名を叫ぶことが多く、戦いを喜劇として捉えている。実家は寺であり、幼少期から数々の霊体験に見舞われ、それを避けるために捜査官となった異色の経歴を持つ。親族から住職を引き継ぐよう、口うるさく言われているらしい。また、彼が写真を撮ると必ずと言っていいほどそれが心霊写真となる。強い霊感を持つ一方で本人には霊的存在への耐性がないらしく、霊体験に見舞われる度に丸手を始めとする他の捜査官に泣きつくこともしばしばである。
安浦 清子（あうら きよこ）
声 - 赤﨑千夏
1区担当の女性捜査官。対策I課課長。女性で初めて特等捜査官に就任した人物であるため、多くの同性捜査官からの羨望を集めている。真戸呉緒の亡き妻、微とは同期であったため、彼女と並んでその優秀さを讃えられることも多い。分離させた［是毘図］を同時併用する二刀流に長け、その戦法は彼女自身の指導をもって有馬や半井、真戸呉緒に引き継がれている。
和修 政（わしゅう まつり）
和修政を参照。
灰崎 深目（はいさき しんめ）
声 - 内野孝聡
対策II課所属の男性捜査官。コクリア現監獄長。アオギリの樹のコクリア襲撃による前任者の失態を経て副監獄長から昇進した。過去にはコクリア尋問官を務めた経歴があり、Vとも何らかの関係があったことが示唆される。
御坂 矜持（みさか きょうじ）
声 - かわのをとや
コクリア元監獄長。灰崎の前任者であり、原作では名前のみ登場。第一部における11区アオギリ戦でCCGが陽動された隙に、アオギリ本隊によって行われたコクリア襲撃の際に命を落としたことが言及されている。
伊庭 藤重（いば ふじしげ）
声 - かわのをとや
篠原や真戸、黒磐の元上司で尾赫使いのベテラン捜査官。過去の梟戦において利き腕を切断されたため、捜査官を引退する。
亜門 鋼太朗（あもん こうたろう）
声 - 小西克幸、吉永拓斗（子供時代） / 演（舞） - 君沢ユウキ / 演（映） - 鈴木伸之
20区担当の男性捜査官。 本作品第一部においてCCG側の狂言回しを務める人物。十字架のペンダントを常に身に付けている。極度の甘党で、辛いものが非常に苦手。初登場時は一等捜査官。真戸呉緒の最後のパートナー。アカデミーを首席で卒業したエリートで「この世界は間違っており、歪めているのは喰種である」という考えと、それに基づく「この世界を変える」という信念の元に活動している。基本的に涙脆く正義感に溢れた好青年であるが、直情的な性格や凄絶な使命感からしばし暴走し、倫理や規則を無視した行動を取ることがある。
瓜江 幹人（うりえ みきと）
声 - 沖野晃司
瓜江 久生の父親であり、故人。黒磐の所属していたS3班の班長を務めていたが、部下たちに撤退を指示し単独で隻眼の梟と対峙した結果、殉職した。

##### 准特等捜査官
真戸 暁（まど あきら）
声 - 瀬戸麻沙美
20区担当の女性捜査官。真戸 呉緒と真戸 微の娘。愛称は「アキラ」。初登場時は二等捜査官で当初は有馬班に所属。後に20区に配属され、上等捜査官に昇進した亜門のパートナーとなる。アカデミーでは滝澤と同期で首席卒業。傲慢とも言える一面を持ち、敬語を用いるのを「時間と体力の浪費」として考え、敬意を表すに値すると判断しない限りは上位捜査官を相手にしても対等に接する。勘の鋭さや卓越したクインケ操作など、その言動には父親を彷彿とさせるものが多い。開発局にたびたび出入りしてクインケの設計にも携わっており、アカデミー生時代からクインケをオーダー、使用していた。［ドウジマ・改］の構成、改良案を考案したのも彼女であり、地行からは研究者としての能力も絶賛される。女性らしく体重を気にする一面があり、夜の九時以降は食事をしないよう心がけているが、グラス一杯の酒を飲んだだけで泥酔してしまうほどアルコールに弱い。「マリスステラ」という猫を飼っている。
千之 睦（ちの むつみ）
23区担当の男性捜査官。眼鏡をかけた中年男性で愛称は「チノムツ」。田井中のパートナーを務める。
真戸 微（まど かすか）
真戸呉緒の亡妻にして、アキラの実母でもある女性捜査官。第一部時点で故人であり、同僚たちから名前や断片的な過去のみが言及される。教官時代の教え子であった呉緒から求婚されるが、「苗字が変わるのが面倒だ」という理由で一度それを断り、彼が婿養子になることで結婚に至った経緯がある。安浦清子の同期であり、28歳で准特等に就任。教官職まで務めた人物であることから今なお彼女と並んで称賛されることも多い。
鉢川 忠（はちかわ ちゅう）
声 - 三宅健太
梟討伐作戦から登場した男性捜査官。眼鏡をかけ、コートの襟で口元を隠している。喰種との交戦の影響か、唇の肉が無く歯茎がむき出しになっている。「先の短いババアを生かすより、黒狗（カヤ）を殺すほうが利益になる」と言い放つなど、ルールに縛られない自由性と独自の倫理観を持ち、かつその倫理観のまま民間人を平然と戦闘に巻き込むなど周囲を省みない性格をしている。
キジマ 式（キジマ しき）
声 - 飛田展男
本編では『:re』から登場した、ツギハギの身体の男性捜査官。「削ぎ師キジマ」の二つ名を持ち、過去にはコクリアの尋問官も務めた。異様な外見に反さず目的のためなら非人道的な手段も辞さない残忍な性格であるが、相手に対し忘れず礼を尽くす律儀な一面も持つ。そのため自身より低い階級や若年の捜査官にも常に敬語を用い、パートナーの旧多にも気遣いを見せている。

##### 上等捜査官
真戸 呉緒（まど くれお）
声 - 大川透 / 演（舞） - 有馬自由 / 演（映） - 大泉洋
20区担当の男性捜査官。真戸 微の夫であり、アキラの父親。亜門のパートナーを務める。少々不気味な雰囲気を漂わす中年男性で、常に手袋をはめている。喰種の駆逐を使命とし、妻の仇である隻眼の喰種への復讐を目指していた。風変わりな人物ではあるものの、本質的には礼儀正しく、部下や同僚らへの気遣いと思いやりにも長けており、家族への愛情も非常に深い。一方で喰種に対しては「クズ」「ゴミ」と揶揄するなど態度は一貫して残虐非道であり、心身に苦痛を与えることを至上とし、例え反社会性の薄い個体であっても容赦なく殺害する。クインケの収集に執着する反面、数多の功績を挙げながらも昇進の意思がなかったことから職場内でもかなりの変わり者と見られていた。
平子 丈（ひらこ たけ）
声 - 近藤孝行
21区担当の男性捜査官。家族構成は祖父母と柴犬を飼っている。無表情と事務的な言動、存在感の薄さが特徴。階級は上等ながら准特等捜査官を凌ぐ戦闘能力を有し、SSレート喰種のカヤを苦戦させるほど。有馬とコンビを組んでいた時は彼の天才的な能力と言動にかなり振り回されていた。
富良 太志（ふら たいし）
声 - 木村良平
7区担当の男性捜査官。有馬とは高校時代からの友人。妻であるアキ（声 - 大久保瑠美）との間に幼い娘がおり、柴犬を飼っている模様。木犀賞受勲、CCG地区対抗草野球大会で優勝経験あり。
［JACK］では準主人公であり、当時は校内で恐れられる不良学生だった。
田井中 寛和（たいなか ひろかず）
23区担当の男性捜査官。チノムツのパートナーを務める。
伊東 倉元（いとう くらもと）
声 - 高橋伸也
梟討伐作戦から登場した男性捜査官。初登場時は二等捜査官。糸目の青年。平子班の一員であり、鉢川や平子、穂木と共にカヤと交戦。彼女からは「そこそこのパワーと機転が利く」と分析され、突如出現した隻眼の梟とも平子らと共に攻撃を仕掛け、渡り合っていたことから戦闘能力は決して低くないことがうかがえる。
穂木 あゆむ（ほぎ あゆむ）
声 - 不明（√Ａ）→田辺留依（『:re』 ）
梟討伐作戦から登場した女性捜査官。初登場時は一等捜査官。幼い子供のような容姿をしている。そばかすにコンプレックスを持ち、長く伸ばした頭髪で頭部全体を覆っている。小柄な体格を活かした俊敏かつ正確な攻撃を得意とし、その機動性は隻眼の梟の攻撃を回避できるほど。
伊丙 入（いへい はいる）
声 - 関根明良
『:re』から登場した女性捜査官。宇井郡のパートナーであり、S1班副班長を務める。宇井の指揮の元、ロゼヴァルト家関連勢力捜査を担当、月山家殲滅戦にも参加する。愛称は「ハイル」。クインクス班員らと同い年であるが、アカデミーを経ずして16歳で入局しているため彼らにとっては先輩にあたる。柔和な雰囲気のマイペースな人物であるが非凡な戦闘能力を有し、若年ながら白単翼賞や金木犀賞を受勲。
下口 房（しもくち のぶ）
声 - 堀総士郎
『:re』から登場した下口班の班長を務める男性捜査官。たらこ唇が特徴。ハイセを嫌っており、クインクスに対しても懐疑的な態度を示す。
半井 恵仁（なからい けいじん）
声 - 広瀬裕也
ジューゾー率いる鈴屋班の副班長を務める男性捜査官。初登場は一等捜査官。アカデミー次席卒業。白単翼賞を受勲している。鈴屋班に配属される以前は安浦班に所属しており、捜査技術の基礎を学んでいた。上司であるジューゾーに対しては慇懃な態度で接するが、年少者である半兵衛や環への対応は辛辣であることが多々あり、暴言を吐くこともしばしば。鳥類の観察を趣味としている。
林村 直人（はやしむら なおと）
声 - 綿貫竜之介
『:re』から登場した男性捜査官。初登場時は一等捜査官。
集英社とanとのコラボ企画である喰種捜査官募集によって登場したキャラクターであり、実在する人物を元に作られている。美容師を志していたという過去やクインケの名称が「セニング（セニングシザー、梳きバサミの意）」であるのは、当人の職業が美容師であることを反映したものである。

##### 一等捜査官
馬淵 活也（まぶち かつや）
声 - 高橋伸也
対策II課所属の男性捜査官。丸手の部下であるが、軽口を挟んで彼にたしなめられていることが多々ある。またモニターを見ている時に涎を垂らす癖がある。戦況分析が得意らしく、梟討伐作戦では後方で各部隊の戦力配分の変更などを指示した。
車谷 東吾（くるまたに とうご）
嘉納の隠れ処への突入に参加した男性捜査官。篠原の指揮下で磯山と共に行動している。
黒磐 武臣（くろいわ たけおみ）
声 - 石谷春貴
『:re』から登場した男性捜査官。愛称は「ブジン」。黒磐 巌の息子でウリエの同期であり、彼と同じくアカデミーを飛び級で卒業した特待生。その経歴に違わず、若年ながらSSレート喰種の攻撃に対応する技量を持ち、倉元からは「特等の遺伝子」と呼ばれている。
阿原 半兵衛（あばら はんべえ）
声 - 西田雅一
本編では『:re』から登場。13区所属鈴屋班の構成員。初登場時は二等捜査官。長身長髪の男性捜査官。ジューゾーのパートナーであり、常に右腕的存在でありたいと考えている。
本編以前に［JOKER］に先行登場している。喰種の襲撃から自身を庇った父親が両足を失った過去からCCGに入局した。
環 水郎（たまき みずろう）
声 - 鈴木崚汰
本編以前に『JOKER』に先行登場。13区所属の男性捜査官であり、鈴屋班の構成員。明るい性格の青年だが、銀木犀賞を所有する実力者である。半兵衛とはアカデミー同期であり友人でもあるが、二人共班内で最年少であるためか、半井から辛辣な対応をされることが多い。
御影 三幸（みかげ みゆき）
声 - 金子誠
『:re』から登場した男性捜査官。13区所属であり、鈴屋班の構成員の一人。他の班員同様に実力者ではあるが、宇宙に対する造詣が深過ぎるあまりに普段の言動が宇宙的かつ非常に不可解なものとなっており、彼の意図を読み取るのは鈴屋班員ですら困難である。特技は折り紙だが、出来上がる作品も結局宇宙関連のものになってしまう。
道端 信二（みちばた しんじ）
声 - 綿貫竜之介
『:re』から登場。伊東班の副班長だが、伊東より年上である。愛称は「ミッチー」。
岡平（おかひら）
声 - 佐々木義人
『:re』から登場した男性捜査官。ハイルの補佐官であり、年下の上官である彼女に対する態度は非常に従順であり、常に敬語を用いて「さん」付けで呼んでいる。
瓜江 久生（うりえ くき）
瓜江久生を参照
六月 透（むつき とおる）
六月透を参照
旧多 二福（ふるた にむら）
旧多二福を参照。
小 静麗（シャオ ジンリー）
小静麗を参照

##### 二等捜査官
滝澤 政道（たきざわ せいどう）
声 - 立花慎之介
20区担当の男性捜査官。法寺のパートナーで跳ねた前髪が特徴。アカデミーを次席で卒業しており、アキラとは同期。有馬と亜門に強く憧れており、彼らの関わった事件のスクラップ記事を全て集めている。局員補佐として働くヒデと親交がある。首席卒業のアキラや異例のスピードで自身と同じ階級に昇進したジューゾーには劣等感を感じている。
五里 美郷（ごり みさと）
声 - 上田麗奈
13区担当の女性捜査官。長身と額の中央にあるほくろ、男性的な口調が特徴の無愛想な印象の人物。料理が非常に不得手であり、彼女の手料理を口にした黒巌以外の捜査官は体調不良に見舞われている。亜門に憧れているが、彼に対してはその裏返しとして攻撃的に接してしまう。
小説［空白］には彼女を主人公とした一編がある。［quest］のエピソードにも登場している。
不知 吟士（しらず ぎんし）
不知吟士を参照
米林 才子（よねばやし さいこ）
米林才子を参照
安浦 晋三平（あうら しんさんぺい）
安浦晋三平を参照

##### 三等捜査官
髯丸 トウマ（ひげまる トウマ）
髯丸トウマを参照

##### 階級不明
張間 トウコ（はりま トウコ） 
亜門や篠原の回想にのみ登場する女性捜査官。亜門とはアカデミーの同期にして友人であり、24区のモグラ叩きに参加し殉職した。亜門の回想から彼とは深い親交があったことがうかがえ、彼女の遺品である［ドウジマ1/2］は亜門が所持することとなる。篠原によれば正義感が強く、周囲への気配りを忘れない好人物であったようだ。

##### クインクス「Q's」
瓜江 久生（うりえ くき）
声 - 石川界人、佐倉綾音（少年）
一等捜査官。初登場時19歳。愛称は「ウリエ」。『:re』で狂言回しを務める。初登場時は二等捜査官。
赫子は右肩から腕全体を覆う形で発生し、赫眼は左眼に発現する。クインクスの中でも嗅覚に優れる。アカデミーを飛び級で卒業した特待生。感情表現の乏しい黒髪ショートの青年で、泣きほくろが特徴的。外出時にはヘッドレスイヤホンを付けている。毒舌家であり、台詞には（）付きで本心で思っていることが描かれている。
不知 吟士（しらず ぎんし）
声 - 内田雄馬
二等捜査官。愛称は「シラズ」。初登場時19歳。『:re』でウリエと同様狂言回しを務める。クインクス班班長。初登場時は三等捜査官。大型二輪と普通免許を所有するため、バイクを移動手段として使っており、捜査対象の追跡にも用いられる。赫眼は右目に発現する。金髪で三白眼、鮫のような歯を持つ青年。その性格は良く言えば「素直」、悪く言えば「バカ」であり、ウリエの嘘を間に受けるなど抜けた一面がある。しかし、外見や粗暴な言動とは裏腹にクインクス班内で特に強い仲間意識を持ち、任務の遂行よりも仲間の安全を優先する傾向にある。病気で入院中の妹がいる。
六月 透（むつき とおる）
声 - 藤原夏海
一等捜査官。初登場時19歳。愛称は「トオル」。初登場時は三等捜査官。両利きである。線の細い容姿をしており、褐色の肌と右眼の眼帯が特徴。気が小さく血を見るのが嫌い。一人称は「俺」。
米林 才子（よねばやし さいこ）
声 - 佐倉綾音
二等捜査官。愛称は「サイコ」。初登場時20歳。初登場時は三等捜査官。クインクス班内随一の火力を持つが、日頃の鍛錬を怠っているためか体力の消耗が激しく、持続力に欠ける。ウリエ同様嗅覚が鋭く、赫眼は左眼に発現する。タイピング検定1級を所持。似た容姿の兄がいる。ダウナーな雰囲気とツインテールが特徴的なやや肥満気味の小柄な女性。
髯丸 トウマ（ひげまる トウマ）
声 - 峯田大夢
三等捜査官。月山家殲滅戦後より新たにクインクス班に参加した男性。初登場時18歳。第一アカデミー特待生。赫子は尾赫で、クインケも同じく尾赫の［髭鬼丸］を使用。髪型は横分けで、髪色をピンクに染めている。調子の良い性格をしているが強い正義感を持っており、先達であるサイコやウリエにも日頃から尊敬の意を示している。特にサイコとの親交が深く、ゲーム仲間として遊びに講じる他、戦闘においても彼女と軽口を叩き合うことが多い。
小 静麗（シャオ ジンリー）
声 - 榎吉麻弥
一等捜査官。月山家殲滅戦後より新たにクインクス班に参加した女性。初登場時18歳。台湾出身で幼少期に日本へ渡り来た。ハイルと同じく白日庭で英才教育を受けた人物であり、彼女に次ぐ才能を持つと評される。特に体術に優れ、組み手で彼女の右に出る者はいなかったらしい。白単翼章を受勲している。
安浦 晋三平（あうら しんさんぺい）
声 - 古川慎
二等捜査官。月山家殲滅戦後より新たにクインクス班に参加した男性。初登場時18歳。前髪が目を隠すほど長く、控え目な性格である。安浦 清子の甥であるものの、アカデミーを首席で卒業した彼女とは違って学生時代の成績は今一つ。それでも第七アカデミージュニアの特待生としてCCGに入局していることから潜在的な素質はある模様。彼女とは二人で食事に行くなどの交流があり、親族としての関係は良好である。釣りを嗜むが、餌をつけずに糸を垂らすのを好むという一風変わった趣味を持つ。

##### オッガイ
葉月 ハジメ（はづき ハジメ）
オッガイ「あー班」班長。初登場時11歳。幼少期に喰種に両親を殺害された孤児であり、本作第一部でも亜門と面識がある。カネキに対しては、自分と同じ元人間の喰種でありながらも「半赫者」となるまでに至ったことで彼に偏執的な憧れを抱いている。
黛（まゆずみ）
オッガイ「あー班」の一人。軽薄な言動を取ることが多く、ハジメのことを陰で「根暗班長」と呼び、ハジメが黒山羊に潜入した直前に行った喰種討伐時は「（ハジメが）いないから気楽」と発言していた。

##### 0番隊
僧頭 理界（そうず りかい）
『:re』から登場。庭出身の0番隊員。16歳。和修分家の一つ、僧頭家の出身。無口だが、親しみを覚えた相手にはくっつきたがる。棍や槍状クインケの扱いを得意とする。
有馬 夕乍（ありま ゆさ）
声 - 服部想之介
『:re』から登場。庭出身の0番隊員。15歳。有馬 貴将と同姓だが、分家としての有馬家は複数存在しており、有馬 貴将の直接の弟というわけではない。おっとりとした温和な少年。空想が好きで、戦い以外の世界にひそかな興味を抱いている。長剣タイプのクインケ槍術を得意とする。
伊丙 士皇（いへい しお）
声 - 徳留慎乃佑
『:re』から登場。庭出身の0番隊員。14歳。伊丙 入の遠縁の親戚。明るく無邪気な少年。3人の中では最年少だが、喰種の駆逐数はトップ。

##### CCGアカデミー
戸影 豪正（とかげ ごうまさ）
声 - 宮崎敦吉
第二アカデミーの教官であり、戦闘訓練を担当している。顔面の広範囲に広がる深い傷が特徴の男性捜査官。人差し指を親指で押して鳴らす癖があり、後にこの癖はヤモリを通じてカネキ（ハイセ）やナキら白スーツに受け継がれている。過去にコクリアの尋問官を務めていたが、常軌を逸した嗜虐性から捕獲したヤモリに対して長きに渡る拷問を行っていた。が、隙を突かれて彼の反撃に遭い、顔面に生涯消えない傷を負わされた。

##### その他の職員
地行 甲乙（ちぎょう こういつ）
声 - 川田紳司
1区のCCGラボラトリー主席研究員であり、ドイツの喰種研究機関・GFGにも一時在籍していた経歴を持つ。目元を隠すマッシュルームカットが特徴的な男性。亜門の［ドウジマ］に修繕と強化を施すも、彼に対しては設計を担当したのがアキラであることを伝え、彼女の能力を賞賛している。

#### 喰種の協力者
嘉納 明博（かのう あきひろ）
声 - 乃村健次 / 演（映） - 岩松了
嘉納総合病院の院長の息子であり、同院で医師として務める初老の男性。帝鳳大学医学部を卒業後、ドイツに渡ってGFGにて3年間の下積みを経てCCGへ入局。解剖医として働いていたが、ある時期を境に突如退局。その後は前述の通り、一般的な医師として活動していた。
リゼの襲撃により瀕死の重傷を負ったカネキに彼女の赫包を移植。半喰種となった彼を担当医として診察していたが、突然姿を眩ませて東京郊外の地下のラボに潜伏していた。そこでかつての経歴を活かして回収したリゼを利用し、秘密裏に様々な実験を行っていた。一見すると穏やかな物腰で患者や同僚からの信頼も篤い人物であったが、その本質はまさしくマッドサイエンティストと呼べる倫理の欠如した性格をしており、己の実験を成功させるためには他者の肉体や精神を蹂躙することも全く厭わない。

#### 民間人
永近 英良（ながちか ひでよし）
声 - 豊永利行、上田麗奈（子供時代） / 演（舞） - 宮崎秋人 / 演（映）- 小笠原海
カネキの親友で彼と同じく上井大学に通う男子学生。愛称は「ヒデ」。カネキが人間としての感情を持つ主柱となっている人物。カネキとは正反対に活発な性格で、友好関係が幅広い。小学生時代にカネキに話しかけたのがきっかけで彼と親友となる。あんていくの常連客であり、トーカに興味を抱いている。陽気で大雑把な性格であるが、他者の微かな機微に気付く鋭い洞察力を持つ。
小坂 依子（こさか よりこ）
声 - 赤﨑千夏 / 演（映） - 古畑星夏（1作目）→ 森七菜（2作目）
トーカの親友である、清巳高校の女子生徒。温和な性格で他者への気遣いに長け、彼女のことを常に気にかけているが、その正体には気付いていない。調理師を目指しており、度々自身の手料理をトーカに食べさせていた。
西野 貴未（にしの きみ）
声 - 小堀友里絵 / 演（舞） - 山谷花純 / 演（映） - 木竜麻生
ニシキの恋人。上井大学医学部医学科二年生。家族が旅行中の事故で全員死亡し、精神的に追い詰められたところをニシキに話しかけられたのをきっかけに恋人になる。ニシキが喰種であることを知っており、必要があれば彼の食糧になる決断ができるほど献身的な愛情を持つ。
高槻 泉（たかつき せん）
小柄な体型ではねた長髪が特徴的な女性。気さくな性格でサービス精神旺盛。10代でデビューし、処女作「拝啓カフカ」は50万部のベストセラーとなった。その後の著書もいずれも高い評価を受けており、アキラからは「文壇の逸材」と評される。カネキ曰く「綺麗な女の人」であり、作品ではなく本人が好きというファンもいるほどの有名人。サイン会に来たヒナミを「ちゃんヒナ」と呼んで気にかけており、喫茶店で再会した際はアドバイスを送るとともに連絡先を教えた。
著書は処女作の「拝啓カフカ」、カネキとリゼが出会うきっかけとなった「黒山羊の卵」、「小夜時雨」「虹のモノクロ」「なつにっき」「ルサンチメンズ」「吊るしビトのマクガフィン」などがある。
安久 七生（やすひさ ななお）
クロナとナシロの父親で、貿易会社「スフィンクス社」の社長だった。表向きは祖父の資産を元手にスフィンクス社は貿易業を営み莫大な富を得たとなっているが、実際は事業に失敗し巨額の借金を抱えていた。
掘 ちえ（ほり ちえ）
声 - 潘めぐみ
小説［日々］［空白］に登場する、童顔で小柄な女性。月山と同じ高校に通っており、食事風景を撮影しているところを見つかってしまい、彼と共に行動するようになる。月山が喰種だと知っても全く驚かなかった。
本編では『:re』から登場。小説より数年経過しているので現在の実年齢は24歳だが、その容姿はほとんど変わっていない。そのため、運転免許証を見せるまでウリエやシラズには小学生だと誤解された。愛称は「ホリチエ」。飄々とした性格の変わり者で、写真を撮るのが好きな撮影マニアでもある。

## 用語

### 喰種（グール）
食性が人肉のみに限定された肉食の亜人種。反社会的な食性から公的に駆逐対象とされており、喰種対策局と呼ばれる専門の行政機関が設立されている。通常時は人間との外見的な差異が無く、条件付きで交配も可能であるなど、限りなく人間に近い種として描かれている。その反面、身体能力は極めて高く、数mを跳躍する脚力や素手で人体を貫く膂力を有し、個体差はあるが成体ではヒトの4 - 7倍の筋力があるとされる。程度の軽い擦過傷や切傷であれば一瞬、骨折でも一晩程度で治癒する回復能力を有し、また銃弾や刃物などの一般武器では傷一つ付かないほど耐久性にも優れている。感覚器官も非常に鋭く、遠方から近づく人物の体臭を嗅ぎ分けられ、雑踏の中から足音を聞き分けることもできる。寿命は明言されていないが人間のように老化した喰種が登場しており、主要器官に致命傷を負えば死ぬことから不老不死ではない。捕食もしくは交戦時には赫眼という状態になり、身体から赫子が発現するため人間と見分けやすくなる。喰種対策法においてもこれらの確認を以て対象を喰種と判断する旨を定めている。

#### 身体的な特徴
赫眼（かくがん）
喰種が特殊能力を使う際に眼球を赤く変化させた状態の呼称。一般的には両眼が変化するが、半喰種、Qs、オッガイは片眼のみが変化する。また個体によっては自身の意思とは無関係に常時赫眼が発現している者 が存在し、また赫眼を発現させた際に瞳の周りに血管や痣が浮き出る喰種 もいる。Qsやオッガイの場合フレームアウトすると片目から両眼へ変化する。また、クロナは半喰種でありながらシロナを捕食後両眼に発現するようになった。
Rc細胞
喰種に特殊能力を与える架空の細胞。正式名称は「RedChild細胞」であり、その形状が身体を丸めた胎児に似ていることに由来する。人間の体内に微量ながら存在しており、喰種は人肉の摂取によってこれを赫包に蓄積する。その構造上、同族である喰種の体内に多く保有されるため、共喰いを行うことでより大量に摂取でき、赫者化の推進が見込めるが、人肉に比べて遥かに味が劣ることからこれを実際に行う喰種は少ない。医学検査の項目にRc値が定められており、これが一定以上の数値になると喰種と判断され、赫子や赫眼を発現しておらずともその対象者を強制的に拘留出来る。Rc細胞自体を完全に制御し数値をコントロールできる者もいる。
赫包（かくほう）
喰種特有の器官であり、体内のRc細胞を貯めこむ嚢胞。喰種は人肉を摂ることで血中にRc細胞を蓄え、最終的にはこの赫包に蓄えられる。蓄えられた細胞は意識的、あるいは精神の昂ぶりによって皮膚を突き破り、放出される。これが赫子である。個体によっては複数の赫包を持ち、喰種の持つ赫子の種類によって場所が異なる。羽赫は肩部周辺、甲赫は肩甲骨下部、鱗赫は腰部周辺、尾赫は尾骶骨付近にある。
赫子（かぐね）
喰種の身体より発生する捕食器官。Rc細胞によって構成され、硬化と軟化を繰り返しながら自在に動く。
具体的な形成サイクルは赫包から噴出されたRc細胞同士が結び付き合う形成期、結び付いた細胞が一定期間その状態を保つ定着期 、時間経過によって細胞が離れていく崩壊期の3ステップの繰り返しである。
血液のように流れ、歯よりも頑丈な特性から、捜査官からは「液状の筋肉」と例えられる。特性によって分類されており、強力な喰種ほど多く発生させる。基本的に赫子の大きさは保有するRc細胞の数に、形状は種類に準じたものであるが、使い手の想像力や練度にも少なからず左右される。
ほとんどの喰種は発生させる赫子は一種類に限定されるが、極めて稀に複数種を持つ個体も存在する。これに当てはまる喰種は捜査官から「二種持ち」とも呼称され、一般的な喰種よりも強力である場合が多く、戦闘の際にはより深い経験を必要とする。
治癒能力が高い喰種ではあるが、赫子によって受けた傷は治癒が遅れがちになる。特に相性の悪い赫子から受けた傷は特別に有効な毒となってさらに治癒が遅れ、致命傷になりやすい。赫子同士の相性は上から羽赫、甲赫、鱗赫、尾赫の順に並べて、赫包の位置が一つ上の種に対して優勢であり、一つ下の種に対しては不利という形になっている。
また、捕食や戦闘の際に赫子を用いた場合、現場に残された赫子痕も種類によって形状が異なる。CCGではこれを利用して、拳銃におけるライフリングのようにその個人を特定することが可能。
羽赫（うかく）
肩部周辺からガス状に出現する赫子。他の赫子と比べて形成サイクルの回転が速く流動的なため浮遊して見えることが多い。基本的には機動力を活かして行う瞬発攻撃による遠距離戦を得意とする赫子であるが、Rc細胞を常に放出しながら戦うことから持続時間が他の赫子よりも短く、短期決戦型と見られている。また、不定形な形状から赫子痕が残りにくく、捜査対象としての追跡が難しい。攻撃時には直接叩きつけたり、固形化させてからの遠距離射撃する例が確認されている。形状変化のバリエーションが豊富で、ブレード状に固形化し、羽赫の弱点とされる近接戦闘や長期戦に展開したり、電撃に変換したり、高密度に圧縮し4000℃超の熱射に変えることができる。作中ではトーカ、アヤト、ヨモ、バンジョー、芳村、カヤ、エト、オウル、亜門、承正、シラズ、安浦などが持つ。
甲赫（こうかく）
肩甲骨周辺から現れる金属質の赫子。高密度に凝縮したRc細胞を持続的かつ長期的に展開させることで随一の硬度を誇るが、重量のせいで他の赫子よりも機動性で劣り、扱いづらい。ただし、他の赫子と比べて定着期が長いため燃費は良い。その特性から盾や剣などの武器を模した形状で発現することが多く、近接戦において斬撃や刺突で攻撃する。作中ではカナエを除いた月山一族、ナキ、リョーコ、アラタなどが持つ。
鱗赫（りんかく）
腰部周辺から触手のような形状を持って現れる赫子。鱗のような独特の表面が生み出す一撃の威力はずば抜けて高く、Rc細胞が最も結合しやすいため、この赫子を持つ喰種は再生能力に特化する。同時に結合性の高さは結合力の弱さに繋がり、他の赫子に比べると脆く防御には不向き。主に打撃や刺突で攻撃する。作中ではカネキ、リゼ、安久姉妹、ヤモリ、トルソー、カナエ、ホオグロが持つ。
尾赫（びかく）
尾骶骨周辺から爬虫類の尾のような形状を持って現れる赫子。中距離戦で最も威力を発揮する。総合能力が高く攻守共に水準以上でスピードもあり、特に弱点はない万能型の赫子だが、それゆえに攻撃において決め手に欠けることが欠点。作中ではニシキ、タタラ、ノロ、瓶兄弟、ロマ、鯱、ミザ、墓盗り、六月、髯丸が持つ。

#### 食性と嗜好
水やコーヒーを除けば基本的に摂食できるのは人肉のみであり、一度の摂食で数週間ないし1か月程度の活動ができる。常人が摂食する食品を喰種が口に含むと味覚に嘔吐中枢が刺激されるほど不快に感じ、無理に摂食すれば体調悪化などの不調が発生する。重篤な飢餓状態に陥ると激しい頭痛や幻覚、判断力の低下を伴い、相手が友人や肉親であろうとも捕食することを躊躇しなくなる。経験者はこの苦痛を「地獄のような苦しみ」と表現している。歯が生え揃っておらず、捕食器官が未発達な乳幼児の場合は、同種の母乳を飲むことで栄養を摂取できる。

#### 精神的な特徴
生来の意識や感情は人間と変わらず、同じ社会性をもっているため、日常は人間社会に溶け込んで生活している。しかし、人間しか食べられない喰種としての苛烈な環境から、強弱はあるが心に闇をもつ傾向にある。大半は人間に対して複雑な感情を抱いたり、喰種である自分に苦しんだりする程度であるが、人間を単なる食べ物と考えるようになった喰種は気軽に捕食を行い、彼らが無秩序に起こす捕食殺人事件は社会問題に発展し、喰種対策局から注目を浴びることになる。反面、健全な人格を備えた喰種も少なからず存在し、あんていくメンバーや笛口親子のように人間が店舗で食材を買うように自殺者などを加工した食肉を入手して、人と変わらぬ生活を営んでいる。

#### 生活や文化
社会から追われる身分であるため、多くの喰種が戸籍を持っていない。同様の理由から定住は極めて困難であり、住所や姓名を頻繁に変えることも多々あるが、親からつけられた名前は綴りを変えつつも同じ読み仮名を使い続ける者が大半とされている。そのため、リゼのように姓名を完全に変え、以前の身元が一切不明である喰種はかなり少数。幼少のころから人間を装う訓練を受けるが、その中でも普通の食品を表面上は当たり障りなく摂取し、体内で消化される前に嘔吐する練習はかなり重要視されている。
喰場（くいば）
喰種が人間を捕食する場所。人通りのない裏路地などが好まれる。喰種にとってのテリトリーであり、他の喰種が無断で使用すればテリトリー荒らしとみなされて殺し合いに発展する場合がある。20区ではあんていくが管理しており、実力行使による奪い合いを避ける努力がなされている。
マスク
喰種が捕食行動の際に着用する仮面。身元を隠し日常生活を守るために使用する。喰種捜査官に遭遇する可能性がある場合は必須とされている。一般的には口元を露出させたドミノマスクが基本であるが、あんていくのメンバーは口元まで覆っているタイプを着用しているものが多い。本来の目的と矛盾した個性的なマスクが好まれており、喰種対策局でもマスクの目撃証言を元に捜査対象の呼称を付ける例も多く見られる。
飼いビト（かいビト）
人間を食料品のように考える喰種が同居する人間に対して使う呼称。タロちゃんはマダムAの飼いビトであり、ジューゾーも少年時代、ビッグマダムの飼いビト兼解体屋を務めていた。

#### 組織
喰種は社会的に存在が許されない立場から様々な目的で組織を形成し、人間とは異なる独自の社会を作り上げている。
あんていく
20区に暮らす喰種たちが集まる喫茶店。詳細はあんていくを参照。
：re
トーカが店長を務め、彼女とヨモが対外的に兄妹として営んでいる喫茶店。第二部のタイトルの由来となっており、あんていくの流れを汲んでいるが喰種の互助組織を兼任しているかどうかは不明。

アオギリの樹
11区を中心として活動する、「隻眼の王」を首領とした大規模かつ非常に好戦的な喰種組織。「力によって弱い喰種や人間を支配する」という思想を持ち、CCGの壊滅とその裏に潜む「歪んだ鳥籠」を破壊し、世界の均衡を水平にすることを目的としている。
反アオギリ
11区アオギリ戦後、あんていくに戻らなかったカネキをリーダーとして月山やヒナミ、バンジョー一味で結成した反アオギリの組織。特に名称はついていない。
喰種のレストラン（グールのレストラン）
喰種専用の会員制レストラン。喰種の中でも特に深い心の闇に落ちた者たちが利用しており、人体を調理して提供している。生きた人間を惨殺する解体ショーを開催しており、解体したての食材を料理して会員らに提供している。騙して連れてきた人間をシャワーや身だしなみを整えさせた後に供することから、カネキはこの店を「注文の多い料理店のようだ」と表現した。
解体屋（スクラッパー）
喰種のレストランで行われる解体ショーの解体役。第一部4巻ではタロちゃんが担当し、ジューゾーもCCGに保護されるまでその役目を担っていた。

月山家（つきやまけ）
政財界に多大な干渉力を持つ由緒ある名家で、ロゼヴァルト家やヨハネス家などの分家がある。月山習は現当主、月山観母の息子にあたる。
ロゼヴァルト家
和修政が率いるCCGに壊滅させられたドイツの喰種一族で、月山家の分家に当たる。

道化師（ピエロ）
構成人数や活動区域、目的も一切不明なピエロマスクの喰種組織。享楽主義者の集団で普段は団体行動をとらないが、ひとたび招集があれば無類の組織力を発揮する。
メンバーはウタ、イトリ、ニコ、宗太（旧多）、ロマ、ドナート、ガンボなど。
V（ヴィー）
かつて功善が所属していた巨大組織。隻眼の喰種を非常に危険視しており、また、リゼはVから逃走した喰種であることから彼女も追跡している模様。
メンバーは和修家宗家のCCG上層部の喰種、分家の芥子、有馬貴将、旧多二福、リゼなど。

ヤモリ一門/白スーツ
ヤモリをトップとした喰種集団。ヤモリ亡き後はナキがトップに立ち、承正やホオグロを幹部として活動した。白いスーツと構成員の多さが特徴でマスクはガギ・グゲらが代表的。
黒山羊（ゴート）
コクリア防衛戦、およびに流島上陸作戦終結後に隻眼の王となったカネキによって結成された「喰種と人間の共存」を目標とする組織。トーカを始めとする『:re』従業員、月山、ナキを含む白スーツやミザらアオギリ残党、コクリアから脱獄した喰種たちから構成される。基本的には喰種組織であるが、平子率いる0番隊といったCCGを離反した元捜査官らも在籍している。

#### 亜種
半喰種（はんグール）
人間と喰種の中間に位置する種だが、同じく交雑種である後述の半人間とは異なり、肉体的な性質は喰種とほぼ同等。片目のみに赫眼が発現することから隻眼の喰種とも称される。
主に交雑によって生まれる雑種が一般的であるが、異種族間の交雑は母体が妊娠する確率自体が低い上に、母親が喰種であれば母体が胎児を吸収してしまうので生まれることはなく、人間であっても母親の摂取した食物からの栄養を胎児が摂取できずに餓死してしまうことから誕生する確率は無いに等しい。また生まれたとしてもそのほとんどが赫包を持たない半人間であり、半喰種が誕生するのは非常に稀である。
反面、それらの障害を乗り越えた半喰種は雑種強勢によって純血の喰種を上回る絶大な能力を持つといわれている。また、天然の半喰種は人肉以外の食物も食べることができる。
この他に、嘉納の施術によって赫包を移植され、後天的に半喰種化した者も存在する。
オッガイ
Qsの技術を利用して大量生産に成功した新型の半喰種。葉月ハジメをリーダーとして100人程度の子供がメンバー。
隻眼の王（せきがんのおう）
アオギリの樹の首領とされる存在。強大な力を持つ隻眼の喰種であるとされるが、その明確な実像はアオギリ構成員や幹部すらも把握しておらず、半ば都市伝説のような存在として語られている。

赫者（かくじゃ）
共喰いを繰り返した喰種の中から稀に発生する変態種。
生来保有する捕食器官としての赫子とは別に、全身に異常発達させた赫子を纏うように展開する。これによって攻撃力や耐久性を爆発的に上昇させ、また、顔面を覆ってマスクの代替とすることも可能。捕食した喰種から人肉とは比べ物にならない大量のRc細胞を取り込み続け、体内のRc濃度が上昇することで発生するといわれている。ただし月山家のように遺伝的に赫者化できない喰種もおり、共喰いで必ずしも赫者になれるわけではない。
半赫者（はんかくじゃ）
赫者への変態途上にある喰種の呼称。不完全かつ部分的ながらも平時とは異なる特殊な赫子を展開させることが可能だが、赫者同様に暴走の危険性を孕んでもいる。作中ではヤモリ、クロナ、中盤のカネキとオウルが該当する。主に顔に特殊な赫子が発現し、前述の4体とも全て必ず顔に赫子が発現している。

#### 半人間
半喰種同様に喰種を片親に持つ交雑種であるが、赫包を持たず、通常の食事で生命を維持できる。性質的には人間であるが、雑種強勢の影響により常人を遥かに凌駕する身体能力を持つ。反面、肉体の劣化速度が著しく速く、短命であるという特徴もある。有馬を始めとする白日庭出身の捜査官全員がこれに該当する。

#### 喰種対策局（グールたいさくきょく）
喰種対策法を背景に活動する国の行政機関。英語名「Commission of Counter Ghoul」の頭文字を取って通称「CCG」と呼ばれている。主な活動内容は喰種の捜索および駆逐であるが、捕食殺害事件で身寄りを失った児童の保護や教育も行っている。保護された児童はその生い立ちからか、18歳になるとその半数以上がアカデミーに入学するとされる。
喰種捜査官（グールそうさかん）
喰種対策局に所属し、喰種の追跡、およびに駆逐を主任務とする国家公務員。作中では特定犯罪の取り締まりに従事する特別司法警察職員のように描かれており、銃火器やクインケの所持も許可されている。喰種からは鳩を模した胸章から通称「白鳩（ハト）」と呼ばれ、恐れられている。クインケを収めたアタッシュケースを常時携帯していることから「ハコ持ち」とも呼ばれる。
階級は上位から「特等捜査官」「准特等捜査官」「上等捜査官」「一等捜査官」「二等捜査官」「三等捜査官」の6階級に分かれており、上位3階級を「上位捜査官」、下位3階級を「下位捜査官」と呼ぶ。捜査官たちは名前の下に官名をつけて呼び合っており、基本的に上位捜査官と下位捜査官がコンビを組んで活動している。任務の内容によっては上位捜査官同士が組むこともあるが、下位捜査官同士でのコンビは原則認められていない。また、上位捜査官らはパートナーを含めた捜査班を率いて活動しており、多くは班長の名を冠した班名である。
なお、捜査官としての階級は年功序列ではなく完全な実力主義で決定するため、下位捜査官のまま定年を迎える者もいれば若年で准特等や特等捜査官まで上り詰める実力者なども存在する。その特性上、上位の階級に名を連ねる者は戦闘能力に優れる傾向にあり、最高階級である特等捜査官に至っては複数名での対処を必要とするSSレート以上の喰種と単独で渡り合える歴戦の捜査官が少なからず在籍し、集団戦闘においても陣営内に特等が一人でも参戦していれば戦局を優位に進められる場合が多い。その技量や戦闘力を指して他の捜査官からは「人間側のバケモン連中」として多大な畏怖の念を寄せられ、喰種からも「同族でも慄く化け物みたいな捜査官たち」とされ、脅威の存在として名が知れ渡っている。
賞
優秀な実績を残した捜査官には以下に挙げられる賞が贈呈される。
白翼賞（はくよくしょう）
特定レートの喰種を駆逐、あるいはその能力があると判断された捜査官に贈られる賞。Sレートなら「白単翼賞」、SSレートなら「白双翼賞」、SSSレートなら「白龍翼賞」となっており、贈られるバッジも上の賞ほど翼の意匠が増える。
木犀賞（もくせいしょう）
年間の喰種討伐記録数に応じて贈られる賞。30体/年なら「木犀賞」、50体/年なら「銀木犀賞」、100体/年なら「金木犀賞」となっている。バッジの中央に配置されているのはモクセイ科のオリーブで、平和の象徴でもある。
龍吉賞（りゅうきつしょう）
偉大な功績を収めた捜査官に特別に贈与される賞で贈与式はCCG最高権威である総議長によって執り行われる。ゆえに捜査官にとって最高の名誉となる賞である。
『有馬貴将』『鈴屋什造』に贈呈されており、それ以外の捜査官に贈呈されたことは無いようである。
レート
CCGが喰種の脅威度を示すためにつけるランク。基本的に戦闘能力を基準としているが、能力評価の他に実際に起こした捕食・殺害事件を基にした実害評価も加味して決定される。その他、組織的な脅威度も含めて認定されることもあるが、基本的には強力な喰種であるほど、高レートとなる。〜（より）がつく場合はそのレートよりさらに上昇する可能性があることを示す。
SSSレート
CCGが定める最高位のレート。指定基準は不明だが、これに該当する喰種は複数の特等捜査官すら圧倒する超絶的な戦闘能力を有している。隻眼の梟、および不殺の梟、胡乱の母が指定されている。
SSレート
複数名の特等捜査官によって対処する必要があると判断された強大な喰種が指定される。
S＋レート
平均的な特等捜査官と同等の能力を有すると判断された喰種が指定されている。
Sレート
平均的な準特等捜査官と同等の能力を有すると判断された喰種が指定されている。
Aレート
上等捜査官と同程度と判断された喰種が指定されている。
Bレート
下位捜査官（三等〜一等捜査官）と同程度と判断された喰種が指定されている。
Cレート
下位捜査官以下と判断された能力の低い喰種が指定されている。
クインケ
駆逐した喰種の赫包を加工して制作される、対喰種用生体兵器。当時銃火器で喰種に対抗していたCCGであったが、赫子の前ではその効果は薄く、打開策としてその赫子を利用するアイディアが編み出された。これによって対喰種戦における殲滅率は飛躍的に向上、現在に至るまで捜査官の主力に位置している。反面、その非人道的な製法から存在は公にされていない。クインケ製作は非常に高度な技術であり、生物学的な観点と機械工学の知識、兵器として最適なデザインセンスが求められることから「バイオテクノロジーの結晶」とも称される。普段はアタッシュケースに収められており、戦闘時には電気信号によって赫子を発生させ、展開変形して使用する。喰種を素材としていることからクインケにも能力や性能を表すレートが存在し、基となった喰種が強力であれば高レートのクインケが製作される。
羽赫（うかく）
主に射撃武器として加工されているものが多い。エネルギーの消費は激しいが遠隔攻撃が可能であり、俊敏性に優れた捜査官に好まれている。攻撃範囲の広さから羽赫を用いる捜査官はチーム内でも重要なポジションとされ、「羽赫使いの力量でチーム全体の戦死率が大きく左右される」というデータがあるほど。
甲赫（こうかく）
重く硬い特性から剣や金棒のような近接武器に加工されるのが一般的で、肉体派の捜査官に好まれている。一部の甲赫クインケには変形に特化したものがあるため、使い方によっては鱗赫クインケのようなトリッキーな戦闘を行える。
鱗赫（りんかく）
殺傷力は高いがギミックの組み込まれた特殊な形状のものが多く、操作に熟練を求められることから技巧派の捜査官に好まれている。
尾赫（びかく）
万能型故に突出した点がないが、短所もなく扱いやすいことから新人捜査官に支給されることが多い。
キメラクインケ
異種の赫子を組み合わせた特殊なクインケ。複数種の喰種に対して有効打となり得るが、技術的に結合が難しく試作品が存在するのみ。その中でも人為的に赫子を結合させたものがほとんどであるが、複数種の赫子を持つ喰種から作られる天然のキメラクインケもごく稀に存在する。
Qバレット
溶かした赫子を練り込んだ対喰種用の銃弾。クインケを支給されない局員捜査官が使用する。喰種に対してある程度の効果は発揮するが、材料が希少なことからあくまでも表面上をコーティングしているに過ぎないため、決定的なダメージは与えづらい。ゆえに遠距離での戦闘では羽赫クインケを使用するのが最良とされる。
Qs/クインクス
嘉納による喰種化被害者であるハイセを元にして地行がクインケ製造を応用し、考案した施術。または、それによって喰種の能力を直接その身に得た喰種捜査官。赫包を直接的に移植された半喰種とは違い、クインケ鋼でコーティングされた赫包を体内にインプラントしている。さらに赫包には5段階のフレームが設けられ、稼働率を調整することが可能。そのため、嘉納による人造喰種は喰種化に伴って食性も喰種のそれに変化していたが、クインクスの場合は施術前と変わらない食性で活動している。
クインクス施術を受けた者には補償金の支給や身体的なサポートが為されており、退局したとしても後者は半永久的に持続する。
オッガイ
旧多が新造したクインクス部隊。実質は半喰種。その名前には「死」のつくり部分が「歹」を反転させたものとなった造漢字が使われている。リゼの赫包をインプラントした少年少女たちによって編成。優れた嗅覚を持つ。教練担当かつ実質的指揮官であるトオルおよび安浦の補佐を受けていた。
CCGアカデミー
正式名称は「喰種捜査官養成学校」。教育期間は2年で18歳から入学できる。実際の捜査・捕獲を行う喰種捜査官を養成する学校。捜査官は基本的にここを卒業し、最初は「二等捜査官」として職務に当たる。稀にここを経ずして特例で捜査官となる者もおり、彼らは「三等捜査官」から始まっている。作中では有馬やジューゾー、ハイセが該当する。
喰種対策教育所（グールたいさくきょういくじょ）
事務処理や捜査官のバックアップを担う局員捜査官を養成する学校。教育期間は1年。卒業者は「三等捜査官」から始まる。
CCGアカデミージュニア
18歳未満のアカデミー候補生を養成する学校。一般的な教育機関と比べると学費が安い。基礎教育に加えてアカデミー入学のための予備訓練も行われている。捜査官を志すことは絶対ではないとされるが、大半の者はここを卒業後アカデミーへ進学する。また、ここを経ずしてアカデミーに入学する者もいる複数存在し、作中では第一から第七アカデミーまで確認されている。学校によって校風が違い、第一はエリート揃いとされ、第二は過去に問題があった者が、第五や第六は社交的な性格の者が多い傾向にある。現役の捜査官がOBとして訪れ、講義やクインケ操術の指南を行うこともある。
白日庭
略称は「庭」。半人間の優秀な子供たちを集めて幼少期から英才教育を施す特別な教育機関。その特異性から存在すら知らない捜査官も少なくない。主な出身者は有馬貴将を始めとする0番隊員、伊丙入、旧多二福、小静麗。
和修家（わしゅうけ）
代々CCGの幹部を務める一族。その権力は絶対であり、「批判しただけで潰される」と揶揄されるほど。CCG設立前から喰種退治を生業とし、数ある同業者の中でも随一の実力を誇っていた。現代においても優秀な捜査官を数多く輩出している。
コクリア
正式名称は「喰種収容所」で23区にあり、捕縛された喰種を収容する施設。有益な情報源になり得ると認められた喰種が収監されているが、いずれは廃棄処分することになっている。下の階ほど高レートの喰種が収容される模様。アオギリの樹による襲撃で多くの喰種が脱走したため、より厳重な警備が施されている。作中ではドナート、ヒナミ、エトが収容されている。

CCGラボラトリー
1区に存在する研究所。クインケやQパレットなどの対喰種兵器の製造やRcゲートの開発、その他喰種に関わる研究を一手に担っている。作中では「ラボ」と呼ばれている。主席研究員として地行が在籍する。

### 東京
現実の東京と似ているが、裏路地には人肉を狙う喰種が潜み、地下には「地下道」と呼ばれる喰種によって築かれた広大な迷宮が広がる危険な都市である。区部は24区までが確認されており、区名は実世界でいうところの市町村コードで呼ばれている。
あんていく
芳村が経営している喫茶店。20区に暮らす喰種の自治組織、もしくは互助組織としての側面も持っている。知らずに利用している人間もいるが、暗黙の了解で客の捕食は控えられている。個人主義的な喰種からはよく思われていないが、喰場の管理や捕食の隠蔽、自殺者を利用した食材加工と分配などといった積極的な活動によって20区は喰種対策局からも放置気味であった。
HySy ArtMask Studio
ウタが開いているオーダーメイドのマスク店。主に喰種が使うマスクを制作しているが、人間の客も訪れている。
Helter Skelter
イトリが経営するバー。喰種の社交場を兼ねており、様々な情報が集まっている。
喰種対策局本部（グールたいさくきょくほんぶ）
各地にある喰種対策局の本部、内部では通称「本局」と呼ばれている。
喰種対策局20区支部（グールたいさくきょく20くしぶ）
20区の喰種駆除を担当する支部。喰種の活動がおとなしい地区であったため活動も緩やかであったが、リゼの大量捕食殺人事件で状況が変わり、トーカの捜査官狩りで捜査官が命を落としたことで激変。本局から重点地区と指定され、優秀な捜査官が派遣されている。
上井大学（かみいだいがく）
カネキやヒデが在籍する大学。学部は文系から理系まであり、ニシキの通う薬学部は難関だといわれる。原作のキャンパスは青山学院大学の青山キャンパスがモデル。
清巳高等学校（きよみこうとうがっこう）
トーカや依子が通っている共学の高校。生徒は男女ともにブレザーを着用する。
24区
東京の地下に広がる喰種が掘り拡げた大迷宮の最深部にあり大量の喰種が潜んでいると考えられている場所。CCGでも存在を掴みかねており、探索が続けられている。Rc細胞壁が使用されており、中でも入り口にあるものが捜査を困難にしている。喰種にとっては糞溜めと評されるほどに過酷な環境ではあるが、追われている喰種が隠れるには最適な場所だと考えられている。

### その他の用語
大環アクト（たいわアクト）
人間によって組織された喰種支援団体。元は上井大学の学生が中心となって作られた団体で、高槻泉が自身を喰種と明かす以前から活動していた。厳しい取り締まりを受けて解散を余儀なくされたが、形とメンバーを変えて理念はそのままに現在も活動している。喰種研究家の小倉が副幹事を務めており、喰種に対する医療チームも存在する。
同様の組織が次々と取り締まられている中、表向きは対人間の組織として喰種対策法違反スレスレで活動を続けている。

## 書誌情報

### 漫画本編
- 石田スイ 『東京喰種トーキョーグール』 集英社〈ヤングジャンプ・コミックス〉、全14巻
  1. 2012年2月22日第1刷発行（2月17日発売[11]）、ISBN 978-4-08-879272-9
  2. 2012年3月24日第1刷発行（3月19日発売[12]）、ISBN 978-4-08-879291-0
  3. 2012年6月24日第1刷発行（6月19日発売[13]）、ISBN 978-4-08-879357-3
  4. 2012年9月24日第1刷発行（9月19日発売[14]）、ISBN 978-4-08-879420-4
  5. 2012年12月24日第1刷発行（12月19日発売[15]）、ISBN 978-4-08-879478-5
  6. 2013年1月23日第1刷発行（1月18日発売[16]）、ISBN 978-4-08-879498-3
  7. 2013年4月24日第1刷発行（4月19日発売[17]）、ISBN 978-4-08-879546-1
  8. 2013年7月24日第1刷発行（7月19日発売[18]）、ISBN 978-4-08-879613-0
  9. 2013年10月23日第1刷発行（10月18日発売[19]）、ISBN 978-4-08-879652-9
  10. 2014年1月22日第1刷発行（1月17日発売[20]）、ISBN 978-4-08-879807-3
  11. 2014年4月23日第1刷発行（4月18日発売[21]）、ISBN 978-4-08-879809-7
  12. 2014年6月24日第1刷発行（6月19日発売[22]）、ISBN 978-4-08-879859-2
  13. 2014年8月25日第1刷発行（8月20日発売[23]）、ISBN 978-4-08-879887-5
  14. 2014年10月22日第1刷発行（10月17日発売[24]）||ISBN 978-4-08-890031-5
- 石田スイ 『東京喰種トーキョーグール：re』 集英社〈ヤングジャンプ・コミックス〉、全16巻
  1. 2014年12月24日第1刷発行（12月19日発売[25]）、ISBN 978-4-08-890081-0
  2. 2015年3月24日第1刷発行（3月19日発売[26]）、ISBN 978-4-08-890132-9
  3. 2015年6月24日第1刷発行（6月19日発売[27]）、ISBN 978-4-08-890211-1
  4. 2015年9月23日第1刷発行（9月18日発売[28]）、ISBN 978-4-08-890254-8
  5. 2015年12月23日第1刷発行（12月18日発売[29]）、ISBN 978-4-08-890331-6
  6. 2016年3月23日第1刷発行（3月18日発売[30]）、ISBN 978-4-08-890376-7
  7. 2016年6月22日第1刷発行（6月17日発売[31]）、ISBN 978-4-08-890411-5
  8. 2016年9月21日第1刷発行（9月16日発売[32]）、ISBN 978-4-08-890497-9
  9. 2016年12月24日第1刷発行（12月19日発売[33]）、ISBN 978-4-08-890559-4
  10. 2017年3月22日第1刷発行（3月17日発売[34]）、ISBN 978-4-08-890603-4
  11. 2017年6月24日第1刷発行（6月19日発売[35]）、ISBN 978-4-08-890682-9
  12. 2017年7月24日第1刷発行（7月19日発売[36]）、ISBN 978-4-08-890699-7
  13. 2017年10月24日第1刷発行（10月19日発売[37]）、ISBN 978-4-08-890758-1
  14. 2018年1月24日第1刷発行（1月19日発売[38]）、ISBN 978-4-08-890820-5
  15. 2018年3月24日第1刷発行（3月19日発売[39]）、ISBN 978-4-08-890881-6
  16. 2018年7月24日第1刷発行（7月19日発売[40]）、ISBN 978-4-08-891050-5

### 番外編
- 『東京喰種トーキョーグール [JACK]』（電子書籍版）、2013年10月18日発売[41]

### 小説
- 石田スイ（原作） / 十和田シン（小説）、集英社〈JUMP jBOOKS〉、全4巻
  1. 『東京喰種トーキョーグール ［日々］』2013年7月19日発売[42]、ISBN 978-4-08-703296-3
  2. 『東京喰種トーキョーグール ［空白］』2014年6月19日発売[43]、ISBN 978-4-08-703320-5
  3. 『東京喰種トーキョーグール ［昔日］』2014年12月19日発売[44]、ISBN 978-4-08-703340-3
  4. 『東京喰種トーキョーグール：re ［quest］』2016年12月19日発売[45]、ISBN 978-4-08-703411-0

### 関連書籍
- 『東京喰種トーキョーグール ［zakki］』（カラーイラスト集）、2014年10月17日発売[46]、ISBN 978-4-08-890068-1
- 『東京喰種トーキョーグール ［anime］』（公式資料集）、2015年9月18日発売[47]、ISBN 978-4-08-890304-0
- 『東京喰種トーキョーグール ［JAIL］』（シナリオ&イラスト集）、2015年12月18日発売[48]、ISBN 978-4-08-780775-2
- 『東京喰種トーキョーグール［zakki:re］』（カラーイラスト集）、2019年3月19日発売[49]、ISBN 978-4-08-792729-0

## 読切
連載版の原型となった作品。「第113回MANGAグランプリ」で準優秀賞を受賞し、『ミラクルジャンプ』のNo.2（2011年4/12号）に読み切り作品として掲載された。単行本には未掲載ではあるが、それらの要素は2巻から3巻にかけて再構成され、演出や台詞、テーマなども人物や場所を変えつつ再現されている。
ストーリーは、喰種の喫茶店員カネキと彼の正体を暴こうと来店する喰種捜査官の篠原を中心に繰り広げられる捜査劇で、正体を見ぬかれたカネキが篠原を捕食して決着をつけるというものだった。
登場人物は連載版と共通しているが、「カネキは生来の喰種で、食人本能に苦悩している」「トーカは天真爛漫に捕食殺人を繰り返す」「篠原は喰種を憎悪している」など、設定は異なっていた。

## テレビアニメ
2014年7月より9月までTOKYO MX他にて第1期が放送され、2015年1月より3月まで第2期『東京喰種トーキョーグール√A』（トーキョーグール ルートエー）が放送された。2期は原作者の石田がストーリー原案を手がけ、カネキが「アオギリの樹」に参加するという漫画とは異なる展開が描かれた。
2018年4月から6月にかけては第3期『東京喰種トーキョーグール:re』が放送された。同年10月から12月まで、『re』の第2期（最終章）が放送された。

### スタッフ
|                               | 第1期                      | 第2期                      | 第3期・最終章                                       |
| ----------------------------- | -------------------------- | -------------------------- | --------------------------------------------------- |
| 原作                          | 石田スイ                   | 石田スイ                   | 石田スイ                                            |
| 監督                          | 森田修平                   | 森田修平                   | 渡部穏寛                                            |
| シリーズ構成・脚本            | 御笠ノ忠次                 | 御笠ノ忠次                 | 御笠ノ忠次                                          |
| キャラクターデザイン          | 三輪和宏                   | 三輪和宏                   | 中嶋敦子                                            |
| 総作画監督                    | 三輪和宏                   | 三輪和宏                   | 烏宏明、工藤裕加 中嶋敦子、りんしん（第3期）        |
| 銃器デザイン                  | 柳瀬敬之                   | 柳瀬敬之                   | N/A                                                 |
| スタイルコンセプト            | いさお                     | いさお                     | N/A                                                 |
| プロップデザイン              | 関川成人                   | 関川成人                   | 岩永悦宜、久我嘉輝                                  |
| セットデザイン 美術設定       | 山田勝哉、曽野由大 Ryota-H | 山田勝哉、曽野由大 Ryota-H | 綱頭瑛子（美術設定） 相原誠・品田理紗（3D美術設定） |
| 美術監督                      | 永井桂介                   | 永井桂介                   | 緒続学                                              |
| 美術監督                      | 武藤正敏                   | N/A                        | 緒続学                                              |
| 色彩設計                      | 濱岡幸治                   | 濱岡幸治                   | 西栄子                                              |
| CG監督                        | N/A                        | N/A                        | 藤谷秀法                                            |
| 撮影監督                      | 佐藤勝史                   | 佐藤勝史                   | 和田尚之                                            |
| 編集                          | 柳圭介                     | 柳圭介                     | 柳圭介                                              |
| 音響監督                      | 原口昇                     | 原口昇                     | 原口昇                                              |
| 音楽                          | やまだ豊                   | やまだ豊                   | やまだ豊                                            |
| 音楽プロデューサー            | 千田耕平                   | 千田耕平                   | 千田耕平                                            |
| 音楽プロデューサー            | 飯干紗妃                   | 本多洋一                   | 本多洋一                                            |
| 音楽プロデューサー            | Koyo Sonae                 | Koyo Sonae                 | N/A                                                 |
| 音楽制作                      | CURRENT,INC                | CURRENT,INC                | マーベラス                                          |
| プロデューサー                | 団野喜人、曽我秀忠、萩野賢 | 団野喜人、曽我秀忠、萩野賢 | 団野喜人、曽我秀忠、萩野賢                          |
| プロデューサー                | 丸山創                     | 丸山創                     | N/A                                                 |
| アニメーション プロデューサー | 堀田哲史                   | 堀田哲史                   | 熊谷侑也、清水修                                    |
| アニメーション制作            | studioぴえろ               | studioぴえろ               | studioぴえろ                                        |
| アニメーション 制作協力       | N/A                        | N/A                        | studioぴえろプラス                                  |
| 製作                          | 東京喰種製作委員会         | 東京喰種製作委員会         | 東京喰種:re製作委員会                               |

### 主題歌
第1期
オープニングテーマ「unravel」（第2話 - 第11話）
作詞・作曲・編曲 - TK / 歌 - TK from 凛として時雨
テレビ放送版は、オープニング曲パートの無い第1話と最終話（第12話）ではエンディングテーマとして使用。BD・DVD版は、第1話でもオープニング曲パートで使用。
第2期第12話ではアコースティックバージョンが挿入歌として使用。
第3期第6話で挿入歌として使用。
エンディングテーマ「聖者たち」（第2話 - 第11話）
作詞 - Hirofumi Hatano / 作曲・編曲・歌 - People In The Box
テレビ放送版は、第1話と第12話では不使用。BD・DVD版は、第1話でもエンディング曲パートで使用。

第2期
オープニングテーマ「無能」（第1話 - 第11話）
作詞・作曲 - 高橋國光 / 歌 - österreich / ゲストボーカル - 鎌野愛
エンディングテーマ「季節は次々死んでいく」
作詞・作曲 - 秋田ひろむ / 歌 - amazarashi
挿入歌
全作曲・編曲 - やまだ豊
「ON MY OWN」（第1話）
作詞・歌 - Katherine Liner
「GLASSY SKY」（第2話、第5話、第8話）
作詞 - 胡麻本りさ、NORIO JOSEPH AONO / 歌 - ドナ・バーク
「Wanderers」（第4話）
作詞 - 胡麻本りさ、NORIO JOSEPH AONO / 歌 - ルシュカ
「Alone」（第7話）
作詞 - 胡麻本りさ、NORIO JOSEPH AONO / 歌 - JULIA SHORTREED
「Colour My World」（第8話）
作詞 - JULIA SHORTREED、HENRI OHARA / 歌 - JULIA SHORTREED

第3期
オープニングテーマ「asphyxia」（第1話 - 第12話）
作詞・作曲 - 中村未来 / 編曲・歌 - Cö shu Nie
エンディングテーマ「HALF」（第1話 - 第12話）
作詞・作曲 - 薔薇園アヴ / 歌 - 女王蜂

最終章
オープニングテーマ「katharsis」
作詞・作曲・編曲 - TK / 歌 - TK from 凛として時雨
エンディングテーマ「楽園の君」
作詞・作曲 - 高橋國光 / 歌 - österreich / ゲストボーカル - 飯田瑞規
挿入歌
全作曲・編曲 - やまだ豊
全作詞 - Rachelle Chanthavong
「Remembering」（第2話、第19話）
歌 - Tate McRae
「Won't Forget You」（第24話）
歌 - SaKy

### 各話リスト
| 話数   | サブタイトル | 絵コンテ・演出 | 作画監督                     |
| ------ | ------------ | -------------- | ---------------------------- |
| 第1話  | 悲劇         | 森田修平       | 三輪和宏                     |
| 第2話  | 孵化         | 松尾慎         | 牙威格斗、阿部晃瑳詩         |
| 第3話  | 白鳩         | 嶌田惣一       | 今木宏明                     |
| 第4話  | 晩餐         | 松林唯人       | 斉藤雅和                     |
| 第5話  | 残痕         | 京極義昭       | 和田高明                     |
| 第6話  | 驟雨         | 嶌田惣一       | 栗原学                       |
| 第7話  | 幽囚         | 松林唯人       | 津幡佳明、矢吹智美、永川桃子 |
| 第8話  | 円環         | 松尾慎         | 清水厚貴                     |
| 第9話  | 鳥籠         | 京極義昭       | 和田高明、金奉徳             |
| 第10話 | 青桐         | 松林唯人       | 丸藤広貴、佐藤寿子（原画）   |
| 第11話 | 衝天         | 松尾慎         | 今木宏明、栗原学             |
| 第12話 | 喰種         | 森田修平       | 清水厚貴、矢吹智美           |

| 話数   | サブタイトル | 絵コンテ・演出 | 作画監督                                                         |
| ------ | ------------ | -------------- | ---------------------------------------------------------------- |
| 第1話  | 新洸         | 松尾慎         | 今木宏明、栗原学                                                 |
| 第2話  | 舞花         | 松林唯人       | 永川桃子、渡部裕子                                               |
| 第3話  | 吊人         | 京極義昭       | 西野文那                                                         |
| 第4話  | 深層         | 古川順康       | 小池裕樹、矢吹智美                                               |
| 第5話  | 裂目         | 末田宜史       | 今木宏明、栗原学、渡辺敬介                                       |
| 第6話  | 千路         | 松林唯人       | 金二星、許亨準                                                   |
| 第7話  | 透過         | 嶌田惣一       | 永川桃子、渡部裕子                                               |
| 第8話  | 旧九         | 古川順康       | 清水厚貴                                                         |
| 第9話  | 街望         | 京極義昭       | 近藤優次、松本朋之、小池裕樹 矢吹智美、和田高明                  |
| 第10話 | 終雨         | 松尾慎         | 田中比呂人、鈴木陽子、窪詔之 夘野一郎、遠藤正明 遠藤裕一、松崎正 |
| 第11話 | 溢花         | 嶌田惣一       | 清水厚貴、永川桃子、栗原学                                       |
| 第12話 | 研           | 森田修平       | 今木宏明                                                         |

| 話数   | サブタイトル           | 絵コンテ | 演出                | 作画監督                                                           |
| ------ | ---------------------- | -------- | ------------------- | ------------------------------------------------------------------ |
| 第1話  | 狩る者たち START       | 渡部穏寛 | 渡部穏寛            | 北村友幸、吉岡佳広、島崎望                                         |
| 第2話  | 欠片 member            | 渡部穏寛 | 渡部穏寛            | Shin Min Seop、Jung Cheol Gyo                                      |
| 第3話  | 前夜祭 fresh           | 渡部穏寛 | 川西泰二            | Chang Bum Chul                                                     |
| 第4話  | オークション MAIN      | 渡部穏寛 | 外山草              | 野口征恒、増田敏彦、大久保修 近藤瑠衣、松本弘、飯塚葉子 西野理恵   |
| 第5話  | 散りゆく夜 Press       | 渡部穏寛 | 渡部穏寛            | 北村友幸、吉岡佳広、島崎望 福井麻記                                |
| 第6話  | その、果てに turn      | 渡部穏寛 | 松本マサユキ        | 近藤優次、松本朋之                                                 |
| 第7話  | 心覚え在りし日々 mind  | 渡部穏寛 | 渡部穏寛            | Shin Min Seop、jung Cheol Gyo                                      |
| 第8話  | 蠢くモノ TAKe          | 渡部穏寛 | 川西泰二            | Chang Bum Chul                                                     |
| 第9話  | 亡霊 play              | 渡部穏寛 | 渡部穏寛            | 北村友幸、吉岡佳広、谷口繁則                                       |
| 第10話 | ゆれる think           | 渡部穏寛 | 松本マサユキ        | 近藤優次、松本朋之                                                 |
| 第11話 | 欠落者 writE           | 渡部穏寛 | 渡部穏寛            | 橘尚美、Hue Hey Jung Shin Min Seop、Jung Cheol Gyo                 |
| 第12話 | 夜明け Beautiful Dream | 渡部穏寛 | 渡部穏寛            | 烏宏明、北村友幸、福井麻記 橘尚美、島崎望、谷口繁則                |
| 第13話 | そして、もう一度 Place | 渡部穏寛 | 川西泰二            | Chang Bum Chul                                                     |
| 第14話 | 白い闇 VOLT            | 渡部穏寛 | 渡部穏寛            | 近藤優次、松本朋之                                                 |
| 第15話 | クロスゲーム union     | 渡部穏寛 | 松本マサユキ        | 橘尚美、福井麻記、北村友幸 谷口繁則、Shin Min Seop Jung Cheol Gyo  |
| 第16話 | 遺したもの vive        | 渡部穏寛 | Seo HyeJin          | 橘尚美、谷口繁則、福井麻記 下島誠、島崎望                          |
| 第17話 | 出会い、とまどい MovE  | 渡部穏寛 | 吉田徹              | 日下部智津子                                                       |
| 第18話 | 赫赫たる FACE          | 渡部穏寛 | 川西泰二            | Chang Bum Chul                                                     |
| 第19話 | 紲 proof               | 渡部穏寛 | 工藤寛顕            | 小島えり                                                           |
| 第20話 | めざめた子 incarnation | 渡部穏寛 | 松本マサユキ        | 斎藤大輔、橘尚美、島崎望 Shin Min Seop、Jung Chul Gyo              |
| 第21話 | 心覚え Morse           | 渡部穏寛 | 米田光宏            | 平山英嗣、岡田万衣子、和田伸一 田中穣、扇多恵子                    |
| 第22話 | 悲劇の果て call        | 渡部穏寛 | 渡部穏寛 Seo HyeJin | LeeJoung Kyung、大藤玲一郎                                         |
| 第23話 | 邂逅 ACT               | 渡部穏寛 | 渡部穏寛            | Chang Bum Chul                                                     |
| 第24話 | （無題）               | 渡部穏寛 | 渡部穏寛            | 橘尚美、福井麻記、島崎望 大藤玲一郎、東山マキ 斉藤大輔、鈴木奈都子 |

### 放送局
| 放送期間                | 放送時間                     | 放送局      | 対象地域 | 備考                      |
| ----------------------- | ---------------------------- | ----------- | -------- | ------------------------- |
| 2014年7月4日 - 9月19日  | 金曜 0:00 - 0:30（木曜深夜） | TOKYO MX    | 東京都   |                           |
| 2014年7月5日 - 9月20日  | 土曜 3:05 - 3:35（金曜深夜） | テレビ愛知  | 愛知県   |                           |
| 2014年7月6日 - 9月21日  | 日曜 2:25 - 2:55（土曜深夜） | TVQ九州放送 | 福岡県   |                           |
|                         | 日曜 2:35 - 3:05（土曜深夜） | テレビ大阪  | 大阪府   |                           |
| 2014年7月7日 - 9月22日  | 月曜 23:00 - 23:30           | AT-X        | 日本全域 | CS放送 / リピート放送あり |
| 2014年7月12日 - 9月27日 | 土曜 2:00 - 2:30（金曜深夜） | Dlife       | 日本全域 | BS放送                    |

| 配信開始日    | 配信時間                     | 配信サイト                                         |
| ------------- | ---------------------------- | -------------------------------------------------- |
| 2014年7月6日  | 日曜 12:00 更新              | GYAO!                                              |
| 2014年7月8日  | 火曜 12:00 更新              | Rakuten SHOWTIME バンダイチャンネル                |
| 2014年7月10日 | 木曜 0:00 - 0:30（水曜深夜） | ニコニコ生放送                                     |
|               | 木曜 0:30（水曜深夜） 更新   | ニコニコチャンネル                                 |
|               | 木曜 更新                    | ムービーフル                                       |
| 2014年7月13日 | 日曜 更新                    | U-NEXT ひかりTV DMM.com Amazonインスタント・ビデオ |
| 2014年7月16日 |                              | PlayStation Store                                  |

| 放送期間                | 放送時間                     | 放送局      | 対象地域 | 備考                      |
| ----------------------- | ---------------------------- | ----------- | -------- | ------------------------- |
| 2015年1月9日 - 3月27日  | 金曜 0:00 - 0:30（木曜深夜） | TOKYO MX    | 東京都   |                           |
| 2015年1月10日 - 3月28日 | 土曜 3:05 - 3:35（金曜深夜） | テレビ愛知  | 愛知県   |                           |
| 2015年1月11日 - 3月29日 | 日曜 2:25 - 2:55（土曜深夜） | TVQ九州放送 | 福岡県   |                           |
|                         | 日曜 2:35 - 3:05（土曜深夜） | テレビ大阪  | 大阪府   |                           |
| 2015年1月12日 - 3月30日 | 月曜 23:00 - 23:30           | AT-X        | 日本全域 | CS放送 / リピート放送あり |
| 2015年1月17日 - 4月4日  | 土曜 2:00 - 2:30（金曜深夜） | Dlife       | 日本全域 | BS放送                    |
| 2015年1月22日 - 4月9日  | 木曜 1:43 - 2:13（水曜深夜） | 北陸放送    | 石川県   |                           |

| 配信開始日    | 配信時間                   | 配信サイト                                 |
| ------------- | -------------------------- | ------------------------------------------ |
| 2015年1月11日 | 日曜 12:00 更新            | GYAO!                                      |
| 2015年1月13日 | 火曜 0:00（月曜深夜） 更新 | Rakuten SHOWTIME バンダイチャンネル        |
| 2015年1月15日 | 木曜 0:00（水曜深夜） 更新 | ニコニコチャンネル ビデオマーケット        |
|               | 木曜 12:00 更新            | ムービーフルPlus                           |
| 2015年1月18日 | 日曜 0:00（土曜深夜） 更新 | U-NEXT ひかりTV Amazonインスタント・ビデオ |
| 2015年1月21日 | 水曜 0:00（火曜深夜） 更新 | PlayStation Store                          |
| 2015年1月25日 | 日曜 0:00（土曜深夜） 更新 | DMM.com                                    |

| 放送期間               | 放送時間                     | 放送局      | 対象地域 | 備考                  |
| ---------------------- | ---------------------------- | ----------- | -------- | --------------------- |
| 2018年4月3日 - 6月19日 | 火曜 23:00 - 23:30           | TOKYO MX    | 東京都   |                       |
| 2018年4月4日 - 6月20日 | 水曜 0:00 - 0:30（火曜深夜） | サンテレビ  | 兵庫県   |                       |
|                        | 水曜 2:30 - 3:00（火曜深夜） | BS11        | 日本全域 | BS放送 / 『ANIME+』枠 |
|                        | 水曜 2:35 - 3:05（火曜深夜） | テレビ愛知  | 愛知県   |                       |
|                        | 水曜 4:05 - 4:35（火曜深夜） | TVQ九州放送 | 福岡県   |                       |
| 2018年6月1日 - 8月17日 | 金曜 1:30 - 2:00（木曜深夜） | 北陸放送    | 石川県   |                       |

| 配信開始日    | 配信時間                   | 配信サイト |
| ------------- | -------------------------- | --- |
| 2018年4月4日  | 水曜 12:00 更新            | Amazon Prime Video FOD GYAO! dアニメストア DMM.com Netflix ひかりTV ビデオマーケット music.jp ムービーフルPlus Rakuten TV |
| 2018年4月5日  | 木曜 0:00（水曜深夜） 更新 | ビデオパス J:COMオンデマンド                                                                                              |
|               | 木曜 12:00 更新            | アニメ放題 dTV バンダイチャンネル U-NEXT                                                                                  |
|               | 不明                       | Hulu |
| 2018年4月11日 | 水曜 12:00 更新            | ニコニコチャンネル |
|               | 水曜 23:00 - 23:30         | ニコニコ生放送 |
|               | 水曜 23:30 - 木曜 0:00     | AbemaTV |
|               | 不明                       | PlayStation Video |

| 放送期間                  | 放送時間                     | 放送局      | 対象地域 | 備考                  |
| ------------------------- | ---------------------------- | ----------- | -------- | --------------------- |
| 2018年10月9日 - 12月25日  | 火曜 23:00 - 23:30           | TOKYO MX    | 東京都   |                       |
| 2018年10月10日 - 12月26日 | 水曜 0:00 - 0:30（火曜深夜） | サンテレビ  | 兵庫県   |                       |
|                           | 水曜 2:30 - 3:00（火曜深夜） | BS11        | 日本全域 | BS放送 / 『ANIME+』枠 |
|                           | 水曜 2:35 - 3:05（火曜深夜） | テレビ愛知  | 愛知県   |                       |
|                           | 水曜 3:05 - 3:35（火曜深夜） | TVQ九州放送 | 福岡県   |                       |

### BD / DVD
| 巻 | 発売日         | 収録話          | 規格品番  | 規格品番  |
| 巻 | 発売日         | 収録話          | BD        | DVD       |
| -- | -------------- | --------------- | --------- | --------- |
| 1  | 2014年9月26日  | 第1話 - 第3話   | TCBD-0385 | TCED-2340 |
| 2  | 2014年10月31日 | 第4話 - 第6話   | TCBD-0386 | TCED-2341 |
| 3  | 2014年11月28日 | 第7話 - 第9話   | TCBD-0387 | TCED-2342 |
| 4  | 2014年12月26日 | 第10話 - 第12話 | TCBD-0388 | TCED-2343 |

| 巻 | 発売日        | 収録話          | 規格品番  | 規格品番  |
| 巻 | 発売日        | 収録話          | BD        | DVD       |
| -- | ------------- | --------------- | --------- | --------- |
| 1  | 2015年3月27日 | 第1話 - 第2話   | TCBD-0444 | TCED-2586 |
| 2  | 2015年4月24日 | 第3話 - 第4話   | TCBD-0445 | TCED-2587 |
| 3  | 2015年5月29日 | 第5話 - 第6話   | TCBD-0446 | TCED-2588 |
| 4  | 2015年6月26日 | 第7話 - 第8話   | TCBD-0447 | TCED-2589 |
| 5  | 2015年7月31日 | 第9話 - 第10話  | TCBD-0448 | TCED-2590 |
| 6  | 2015年8月28日 | 第11話 - 第12話 | TCBD-0449 | TCED-2591 |

| 巻 | 発売日         | 収録話          | 規格品番  | 規格品番  |
| 巻 | 発売日         | 収録話          | BD        | DVD       |
| -- | -------------- | --------------- | --------- | --------- |
| 1  | 2018年6月27日  | 第1話 - 第2話   | TCBD-0742 | TCED-4053 |
| 2  | 2018年7月25日  | 第3話 - 第4話   | TCBD-0743 | TCED-4054 |
| 3  | 2018年8月29日  | 第5話 - 第6話   | TCBD-0744 | TCED-4055 |
| 4  | 2018年9月26日  | 第7話 - 第8話   | TCBD-0745 | TCED-4056 |
| 5  | 2018年10月31日 | 第9話 - 第10話  | TCBD-0746 | TCED-4057 |
| 6  | 2018年11月28日 | 第11話 - 第12話 | TCBD-0747 | TCED-4058 |

| 巻 | 発売日         | 収録話          | 規格品番  | 規格品番  |
| 巻 | 発売日         | 収録話          | BD        | DVD       |
| -- | -------------- | --------------- | --------- | --------- |
| 1  | 2018年12月21日 | 第13話 - 第15話 | TCBD-0800 | TCED-4316 |
| 2  | 2019年1月30日  | 第16話 - 第18話 | TCBD-0801 | TCED-4317 |
| 3  | 2019年2月27日  | 第19話 - 第21話 | TCBD-0802 | TCED-4318 |
| 4  | 2019年3月27日  | 第22話 - 第24話 | TCBD-0803 | TCED-4319 |

### webラジオ
『ラジオ『東京喰種トーキョーグール』-グルラジ-』は、2014年7月9日から2015年4月8日まで音泉にて配信されたWebラジオ番組。毎月第2、4水曜日更新。パーソナリティは花江夏樹（金木研 役）、豊永利行（永近英良 役）。

## OVA
2015年9月30日にスピンオフコミックを原作とした『東京喰種トーキョーグール【JACK】』が発売された。同年9月5日から9月18日に全国7地域の映画館で期間限定上映を実施。
同年12月25日には小説版『東京喰種トーキョーグール [日々]  #003 [写真]』を原作とした『東京喰種トーキョーグール【PINTO】』（トーキョーグール ピント）が発売された。

### スタッフ（OVA）
- 原作 - 石田スイ、十和田シン（PINTO）
- 脚本 - 御笠ノ忠次（JACK）、嶌田惣一（PINTO）
- 監督 - 嶌田惣一（JACK）、松林唯人（PINTO）
- アニメーション制作 - studioぴえろ
- 製作 - 東京喰種製作委員会

## 舞台
2015年7月、舞台 『東京喰種トーキョーグール』と題し、AiiA 2.5 Theater Tokyoと京都劇場で上演。
DVD、Blu-rayは、2015年11月27日に発売。
2017年6月29日から7月4日まで舞台 『東京喰種トーキョーグール』 〜或いは、超越的美食学をめぐる瞑想録〜と題した続編がシアター1010と梅田芸術劇場シアター・ドラマシティで上演。

### スタッフ（舞台）
- 原作：石田スイ
- 脚本：茅野イサム
- 演出：御笠ノ忠次
- 制作：有本佳子、麻生かほり、恒川稔英
- 音楽：坂部剛
- 振付：本山新之助
- 殺陣：清水大輔
- 舞台映像：石田肇　横山翼
- 技術監督：寅川英司
- 舞台監督：渡部景介
- 美術：金井勇一郎、古口幹夫
- 照明：林順之
- 音響：青木タクヘイ
- ヘアメイク：糸川智文
- 衣裳：村上由美
- 特殊小道具：林屋陽二
- 作詞：浅井さやか
- 歌唱指導：カサノボー晃
- 演出助手：長町多寿子
- 制作進行：麻田幹太　尾崎裕子
- 宣伝美術・写真：MONSTERS.INC
- 制作：マーベラス
- 主催：マーベラス／ぴえろ／TCエンタテインメント

## 映画
2017年7月29日公開。日本のみならず、アジアや米国、ドイツなど約23か国での公開が決定している。PG12指定。
ヒロインの霧嶋董香は原作者である石田スイの希望で清水富美加が演じた。
2018年9月22日、2作目の製作が発表された。主演は窪田が続投するほか、ヒロインのトーカ役は清水富美加に代わって山本舞香が、初登場の月山は松田翔太が演じることが発表された。2019年7月19日公開。2019年4月11日に、タイトルが『東京喰種 トーキョーグール【S】』（トーキョーグール エス）に決定したと発表された。なお、映倫区分はR15+指定となる。

### キャスト
共通
- 金木研（カネキ）：窪田正孝
- 亜門鋼太朗：鈴木伸之
- 笛口雛実（ヒナミ）：桜田ひより
- 永近英良（ヒデ）：小笠原海
- 西尾錦（ニシキ）：白石隼也
- 芳村：村井國夫
- ウタ：坂東巳之助
- 四方蓮示：栁俊太郎
- 小倉久志：ダンカン

第1作
- 霧島董香（トーカ）：清水富美加
- 神代莉世（リゼ）：蒼井優
- 真戸呉緒：大泉洋
- 笛口リョーコ：相田翔子
- 入見カヤ：佐々木希
- 古間円児：浜野謙太
- 小坂依子：古畑星夏
- 草場一平：前野朋哉
- 嘉納明博：岩松了

第2作
- 霧島董香（トーカ）：山本舞香
- 西野貴未：木竜麻生
- 小坂依子：森七菜
- イトリ：知英
- マーガレット：マギー
- 宗太：新田真剣佑
- 月山習：松田翔太

### スタッフ（映画）

#### 第1作
- 原作：石田スイ『東京喰種トーキョーグール』（集英社『週刊ヤングジャンプ』連載）
- 監督：萩原健太郎[74]
- 脚本：楠野一郎
- 音楽：ドン・デイヴィス
- 主題歌：illion「BANKA」（WARNER MUSIC JAPAN）
- 衣装デザイン：森川マサノリ（CHRISTIAN DADA）[84]
- アクション監督：横山誠[85]
- 造形・特殊メイク・キャラクターデザイン：百武朋[86]
- 製作総指揮：大角正
- 製作：武田功、木下直哉、吉崎圭一、木下暢起、本間憲、小佐野保
- 企画プロデュース：吉田繁暁
- プロデューサー：永江智大[87]、石塚正悟
- 撮影：唐沢悟
- 照明：木村匡博
- 美術：原田恭明
- 装飾：三浦伸一
- 監督補：杉山泰一
- 助監督：高橋正弥
- VFXスーパーバイザー：桑原雅志
- 音楽プロデューサー：茂木英興、宮地洋佑
- サウンドデザイン：浅梨なおこ
- 音響効果：大塚智子
- 特殊音響効果：ニコラス・ベッカー
- 録音：渡辺寛志
- 編集：大関泰幸、武田晃
- 衣装：遠藤良樹
- ヘアメイク：橋本申二
- キャスティング協力：田端利江
- ラインプロデューサー：樋口慎祐、小坂正人
- アソシエイトプロデューサー：落合香里
- 制作プロダクション：ギークサイト
- 制作協力：松竹撮影所、松竹映像センター
- 企画・配給：松竹
- 製作：「東京喰種」製作委員会（松竹、木下グループ、電通、集英社、レプロエンタテインメント、ギークピクチュアズ）

#### 第2作
- 原作：石田スイ『東京喰種トーキョーグール』（集英社 ヤングジャンプ コミックス刊）
- 監督：川崎拓也、平牧和彦
- 脚本：御笠ノ忠次
- 音楽：小田朋美、菊地成孔
- 主題歌：女王蜂「Introduction」（Sony Music Associated Records）
- 製作総指揮：大角正
- エグゼクティブプロデューサー：吉田繁暁
- プロデューサー：永江智大、福島大輔、高橋潤
- 共同プロデューサー：樋口慎祐
- 撮影：小宮山充
- 照明：保坂温
- 美術：小泉博康
- 装飾：藤原慎二
- 録音：田中博信
- 監督補：安食大輔
- アクション監督：横山誠
- VFXスーパーバイザー：桑原雅志
- 特殊スタイリスト：百武朋
- オリジナルコスチュームデザイン：森川マサノリ
- 音楽プロデューサー：茂木英興、宮地洋佑
- 編集：武田晃
- スクリプター：天池芳美
- 衣裳：星野和美
- ヘアメイク：小出みさ
- 制作担当：児嶋冬樹
- ビジネスプランナー：秋吉朝子
- 宣伝プロデューサー：松浦由里子
- 制作プロダクション：ギークサイト
- 制作協力：松竹撮影所、松竹映像センター
- 企画・配給：松竹
- 製作：「東京喰種【S】」製作委員会（松竹、電通、集英社、ギークピクチュアズ）

### ラジオ
『映画”東京喰種“ presents あんていく Midnight Café』は、2017年6月8日から2か月間限定でInterFM897にて放送されたラジオ番組。番組コンセプトは東京の某所で深夜に開店する「喫茶あんていく」。パーソナリティは井手大介で、映画のスタッフ・出演者がゲスト出演し、作品の世界観や見どころを紹介する。
ゲストは第1回、第2回共に監督の萩原健太郎とプロデューサーの永江智大。

## ゲーム

### スマートフォンゲーム
東京喰種トーキョーグール carnaval（トーキョーグール カルナヴァル）
スマートフォン用ゲームアプリとして、バンダイナムコエンターテインメントより配信されていた。ジャンルは引っ張りアクション。2015年9月30日に『東京喰種 carnaval∫color』（トーキョーグール インテグラル カラー）に大幅リニューアル。2017年4月13日にサービス終了。
東京喰種トーキョーグール ：re invoke（トーキョーグール リ インヴォーク）
スマートフォン用ゲームアプリとして、バンダイナムコエンターテインメントより2017年3月14日から配信。2019年11月30日にサービス終了。

### コンシューマーゲーム
東京喰種トーキョーグール JAIL（トーキョーグール ジェイル）
PlayStation Vita用ソフトとして、バンダイナムコエンターテインメントより2015年10月1日に発売。

### 体感型ゲーム
東京喰種トーキョーグール √A×ナゾメイト ヒトからの脱出
アニメイト池袋本店9Fを会場にナゾメイトにより2015年1月25日・1月31日に開催。
東京喰種×ネットとリアルで体感ゲーム 東京喰種抗争
イオンシネマ5箇所（板橋・浦和美園・むさし村山・港北ニュータウン・幕張新都心）を会場に2015年2月11日から3月31日にかけて、イオンシネマ4箇所（新潟南・京都桂川・名取・大高）を会場に2015年4月18日から5月31日にかけて、ネットとリアルで体感ゲームによりに開催。
東京喰種トーキョーグール 封鎖されたジョイポリス区を突破せよ!
東京ジョイポリスを会場にPKシアターにより2015年11月14日から12月29日にかけて開催（休演日含む）。
東京喰種トーキョーグール ：re[al game] 狩猟祭掃討戦（トーキョーグール リアルゲーム フェスティバルそうとうせん）
東京ジョイポリスを会場にナゾメイトにより2018年9月8日から10月21日にかけて開催（休演日含む）。

### パチスロ・パチンコ
- パチスロ：L東京喰種（2025年2月、スパイキー）
- パチンコ：e東京喰種（2025年4月、ビスティ）

## アトラクション
東京喰種トーキョーグール Deadly Escape -デッドリーエスケイプ-
東京ジョイポリスを会場にウォークスルー型アトラクションとして、2015年11月28日から2016年9月30日にかけて開催（休演日含む）。
東京喰種トーキョーグール：Re 喰種犯罪対策セミナー～ジョイポリス区の罠～
東京ジョイポリスを会場にショー＆3Dサウンドアトラクションとして、2018年7月26日から10月21日にかけて開催。東京ジョイポリスのコラボイベント「東京喰種トーキョーグール:re×JOYPOLIS ジョイポリス区CCG潜入作戦」の企画の内の1つ。

## 展示会
東京喰種EX.
寺田倉庫G1ビルを会場に2024年10月21日から12月1日にかけて、VS.（グラングリーン大阪内）を会場に2024年12月14日から12月29日にかけて、TVアニメシリーズの“体験没入型”展示会として開催。

## フェス
東京喰種FES. -PLAY BACK-
立川ステージガーデンを会場にTVアニメシリーズのキャストとアーティストが出演するフェスが2025年6月8日に昼夜2公演で開催。